# Концепт-кар

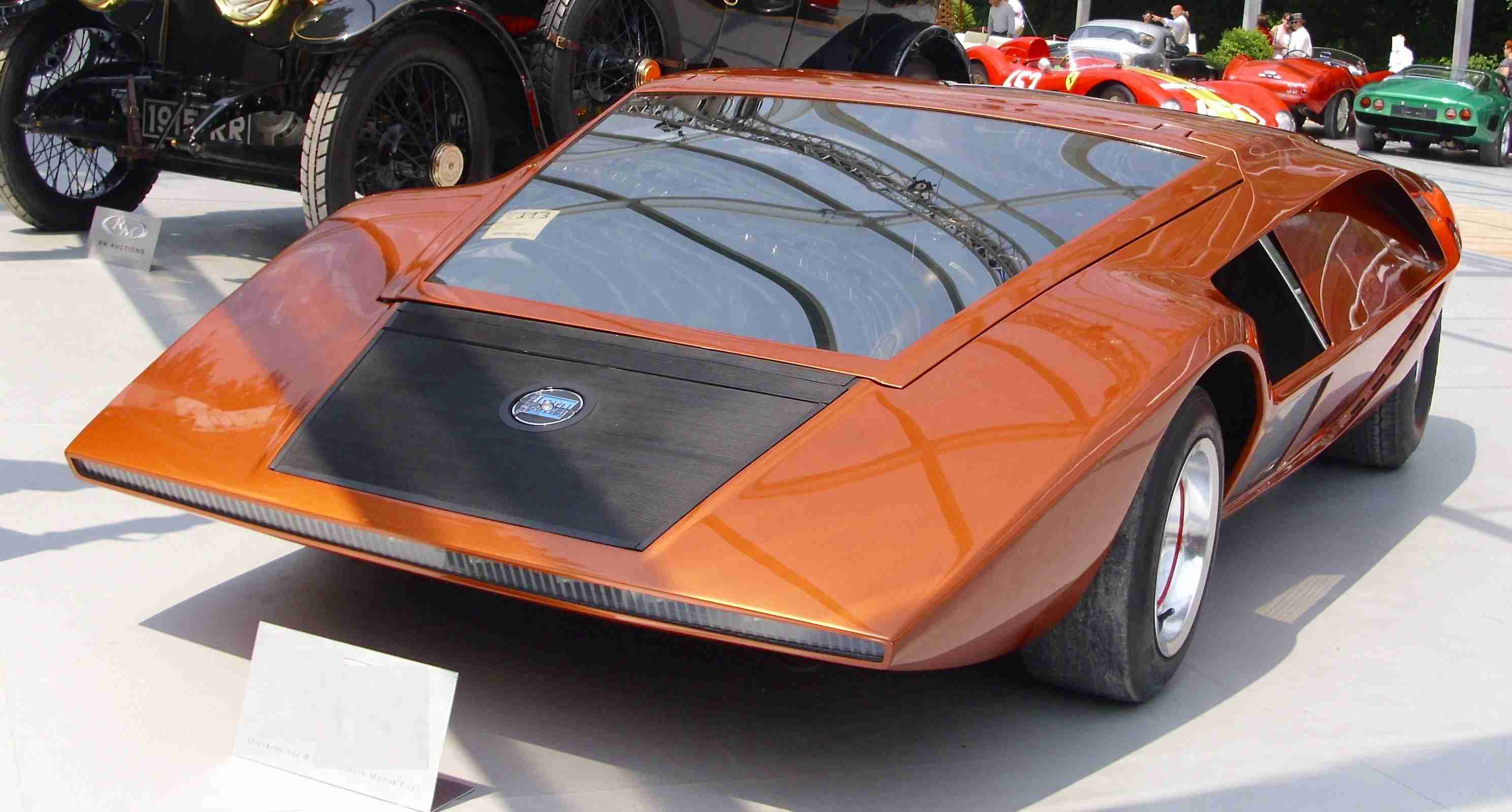
Концепт-кар 1970 года Lancia Stratos

Концепт-кар (англ. concept «идея» + car «автомобиль») — прототип будущего автомобиля, предназначенный для демонстрации нового стиля, нового дизайна и технологии. Их часто выставляют на автошоу для проверки реакции зрителей, а уже по ней определяется будущее тех или иных решений. 
Создание первого концепт-кара приписывается дизайнеру General Motors Харли Эрлу[когда?].
Концепт-кары практически никогда не идут в производство, а способствуют созданию и поддержанию образа той или иной марки, подготавливают общественное мнение к радикальным изменениям в дизайне или технической составляющей, устанавливают своего рода задел для стимулирования будущих исследований и разработок.

## Дизайн
Каждый концепт-кар является своего рода произведением искусства. Внешний вид должен доставлять эстетическое удовольствие и передавать дух марки.
Концепт-кары часто предлагают революционные решения в дизайне или устройстве двигателя. 
В некоторых используют нетрадиционные, экзотические или дорогие материалы, начиная от бумаги до углеродного волокна и необычных сплавов. 
Другие имеют необыкновенный экстерьер, например, дверь в стиле «крыло чайки», 3 или 6 (или более) колёс, необычные возможности, которых нет на серийных автомобилях. 
Большинство концептов так и не превращается в конечный продукт: из-за многих непрактичных или невыгодных находок концепт-кары часто так и остаются макетами или даже компьютерными чертежами. Другие, более жизнеспособные модели, могут стать полностью функциональными, с двигателем, трансмиссией и т. д. 
Недействующие макеты, как правило, сделаны из воска, глины, металла, стекловолокна, пластика или различных сочетаний всего вышеперечисленного. Концепт-кары сохраняются — или в музее компании, или спрятаны в хранилище. Один неиспользуемый, но работоспособный концепт, хранившийся в Северном Голливуде, штат Калифорния, Lincoln Futura (1954), стал автомобилем Бэтмена в одноимённом фильме 1966 года.

## Наиболее известные концепт-кары
| Концепт-кар                   | Описание |
| ----------------------------- | --- |
| Buick Y-Job                   | Сконструирован в 1930-х знаменитым дизайнером General Motors Харли Эрлом. Считается первым в мире концепт-каром.                                       |
| General Motors Le Sabre       | Создан Харли Эрлом в 1951 году. |
| Cadillac Cyclone              | Построен в 1959 году, это один из последних проектов Харли Эрла. Концепт испытал мощное влияние со стороны авиации и ракетной техники 1950-х годов.    |
| Chevrolet Corvair Monza GT    | Экспериментальный образец 1962 года с центральным расположением двигателя.                                                                             |
| Chevrolet Corvette Mako Shark | Предвосхитил дизайн компании Corvette в 1968-1982 гг.                                                                                                  |
| Chevrolet Volt                | Один из первых гибридных автомобилей. |
| Ford Nucleon                  | Автомобиль на ядерной энергии. |
| Ford SYNus                    | Отличные системы безопасности. |
| General Motors Firebird       | Серия авто с газотурбинными двигателями. |
| Holden Efijy                  | Концепт-кар года в 2007 г в США |
| MIT Car                       | Концепт Массачусетского технологического института |
| Phantom Corsair               | Концепт 1938 г., разработанный Rust Heinz. |
| Pierce Silver Arrow           | Концепт-кар, имевший уникальный дизайн для своих времён, разработанный в 1933 г.                                                                       |
| Pontiac Bonneville Special    | Первый двухместный спортивный автомобиль от Pontiac1954-го года.                                                                                       |
| Pontiac Club de Mer           | Автомобиль из нержавеющей стали от Pontiac, дебютировавший в 1956.                                                                                     |
| Porsche 989                   | Первый четырехдверный автомобиль от Porsche, предшественник Porsche Panamera.                                                                          |
| Volvo YCC                     | Первый автомобиль, чей дизайн целиком разработан женщинами.                                                                                            |
| Lancia Megagamma              | Прототип современного минивэна. |
| Alfa Romeo BAT cars           | Разработка Бертоне 1950-х. |
| GMC Terradyne                 | Грузовик с генератором в 5000 ватт. |
| Mercedes-Benz F700            | Автомобиль сам чувствует неровности на дороге и обходит их.                                                                                            |
| BMW GINA                      | Автомобиль, который способен менять свою форму благодаря каркасу, обтянутому особой эластичной тканью.                                                 |
| Ford Iosis                    | Концепт, дизайн которого стал основой будущего поколения Ford Mondeo и новой философии в дизайне автомобилей Ford под названием "кинетический дизайн". |
| GM Hy-Wire                    | Концепт 2004 года, который работает на водороде и полностью управляется с помощью электроники.                                                         |

## Галерея

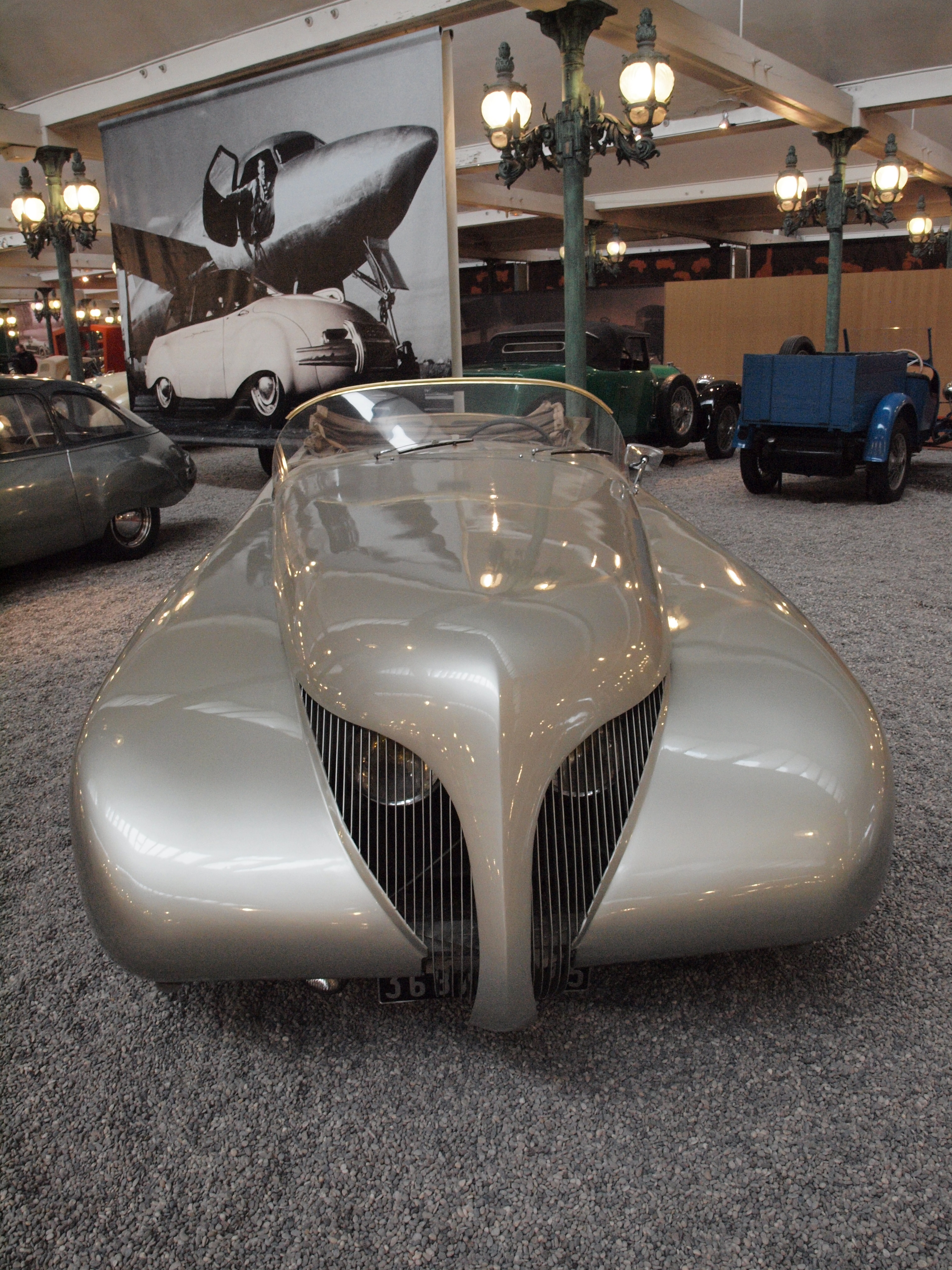
концепт-кар 1938 года
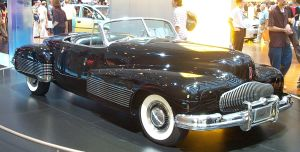
Buick Y-Job (1938)
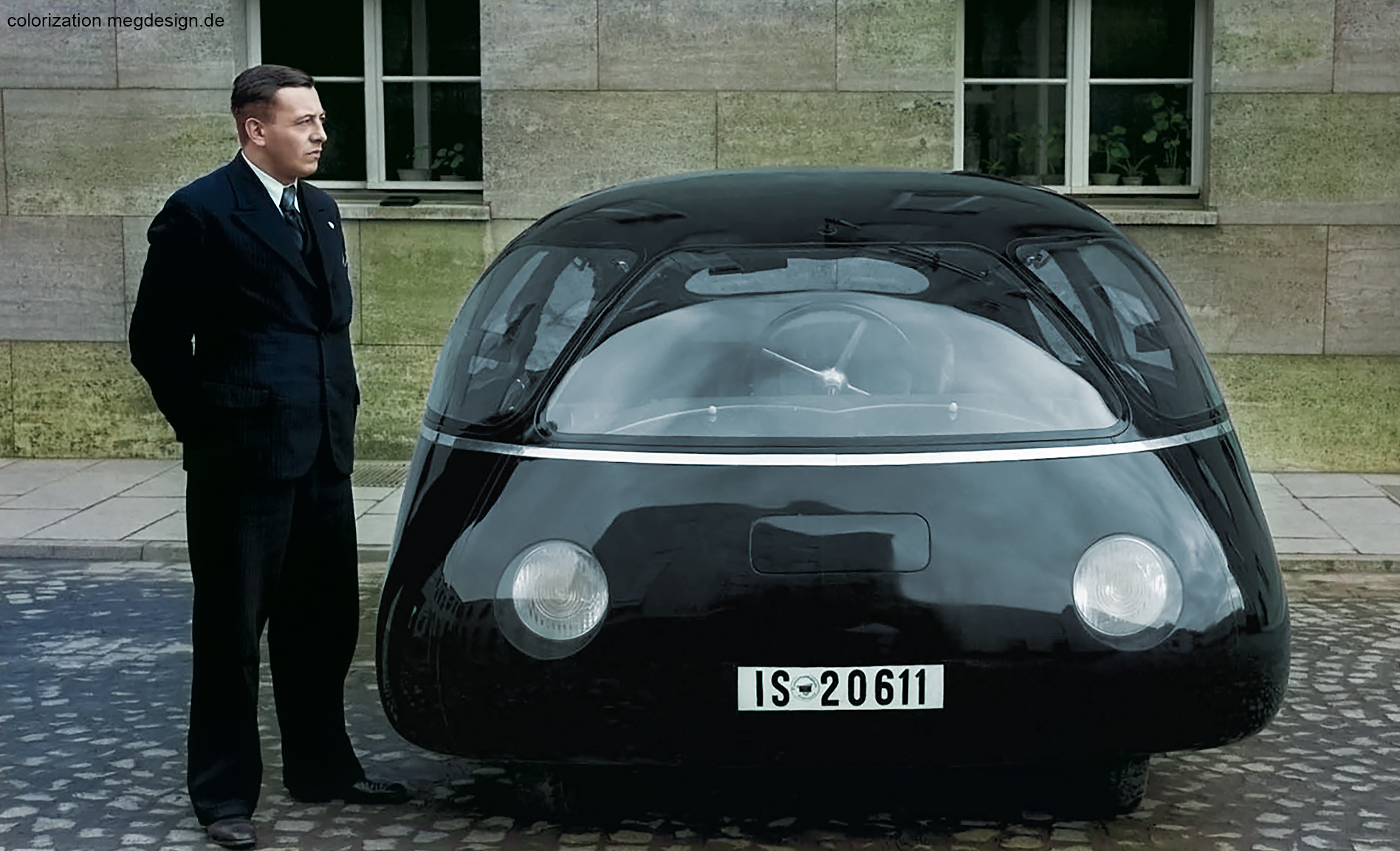
Schlörwagen немецкий концепт-кар 1939
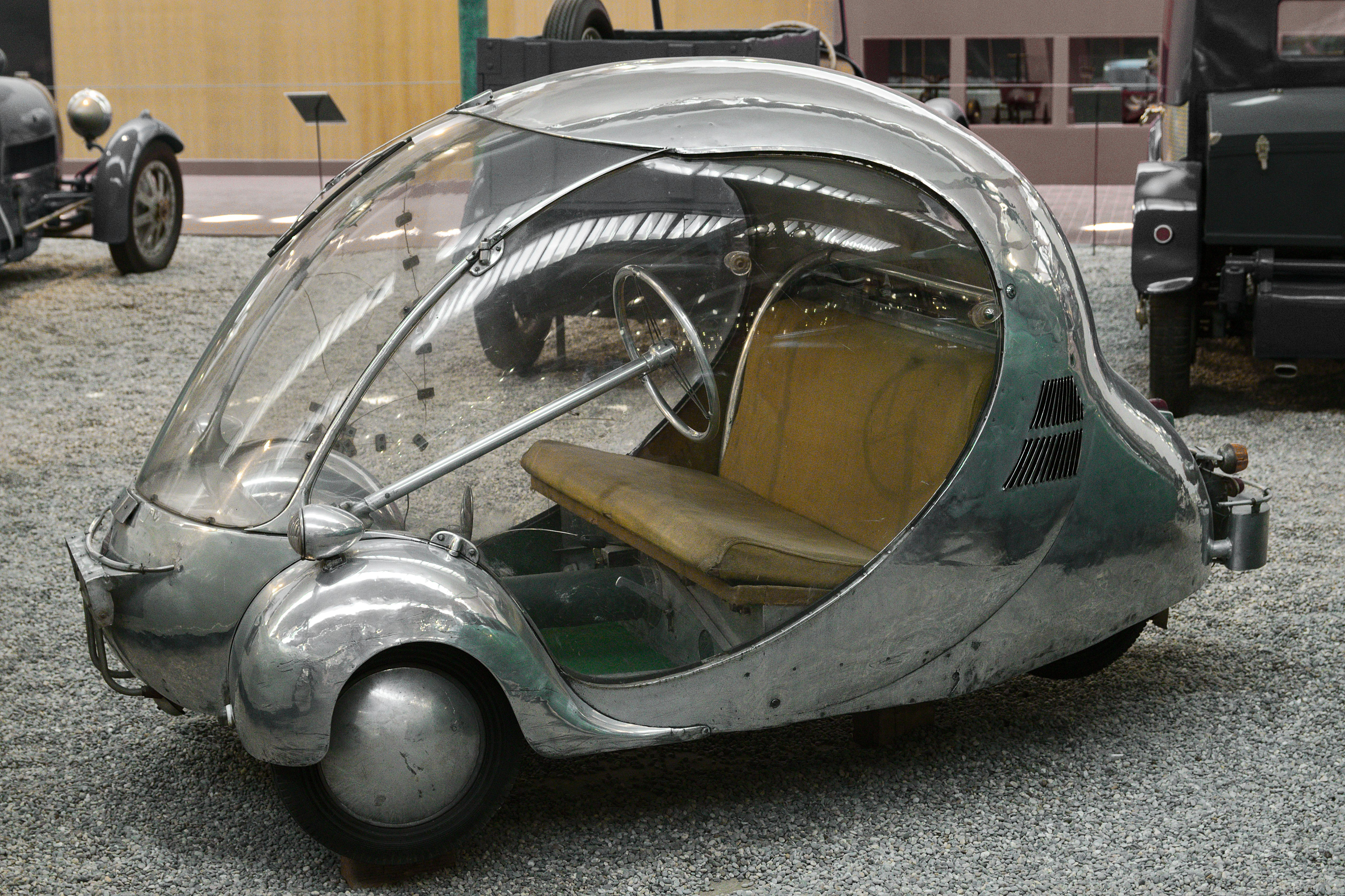
концепт-кар электромобиль 1942 года
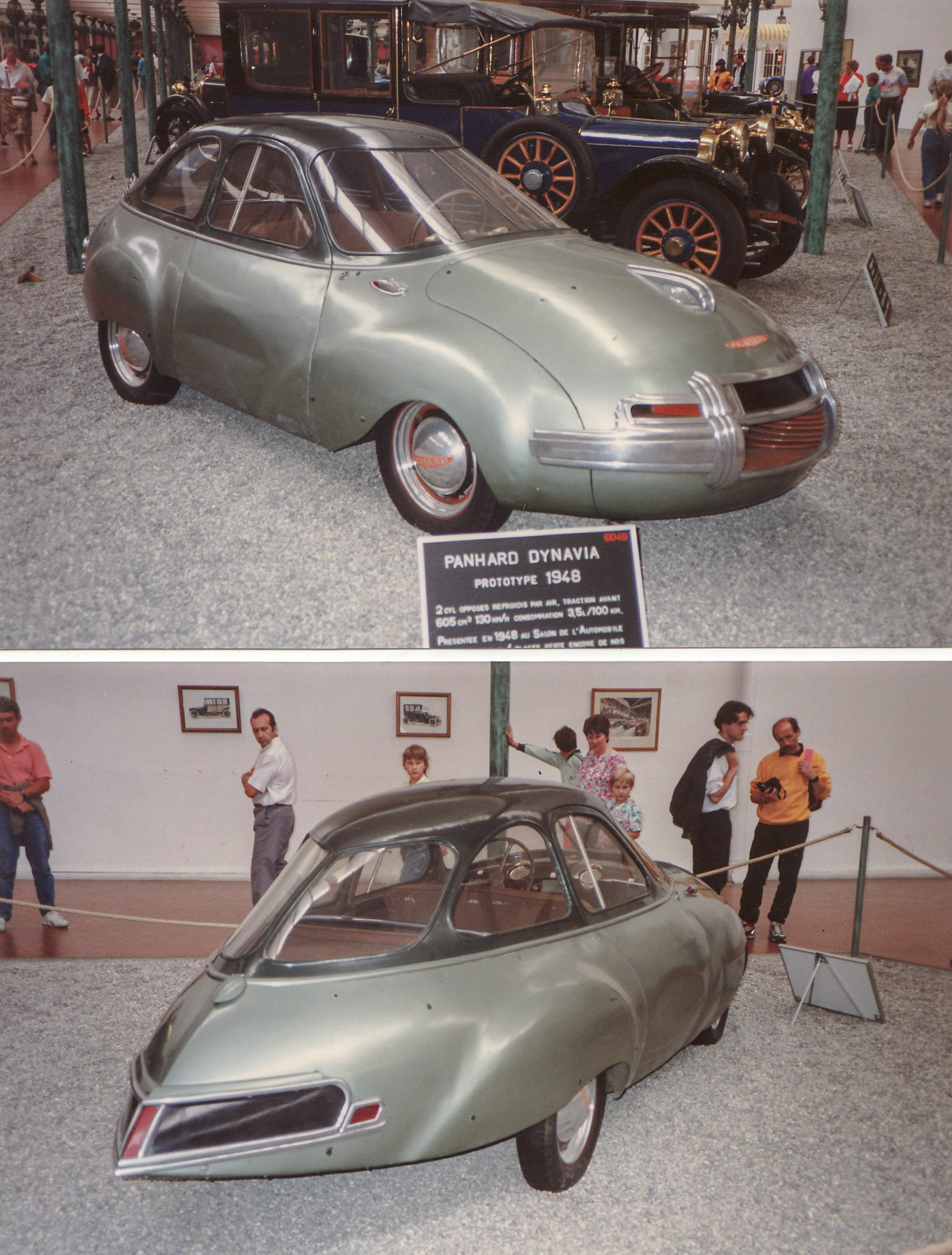
1948 год
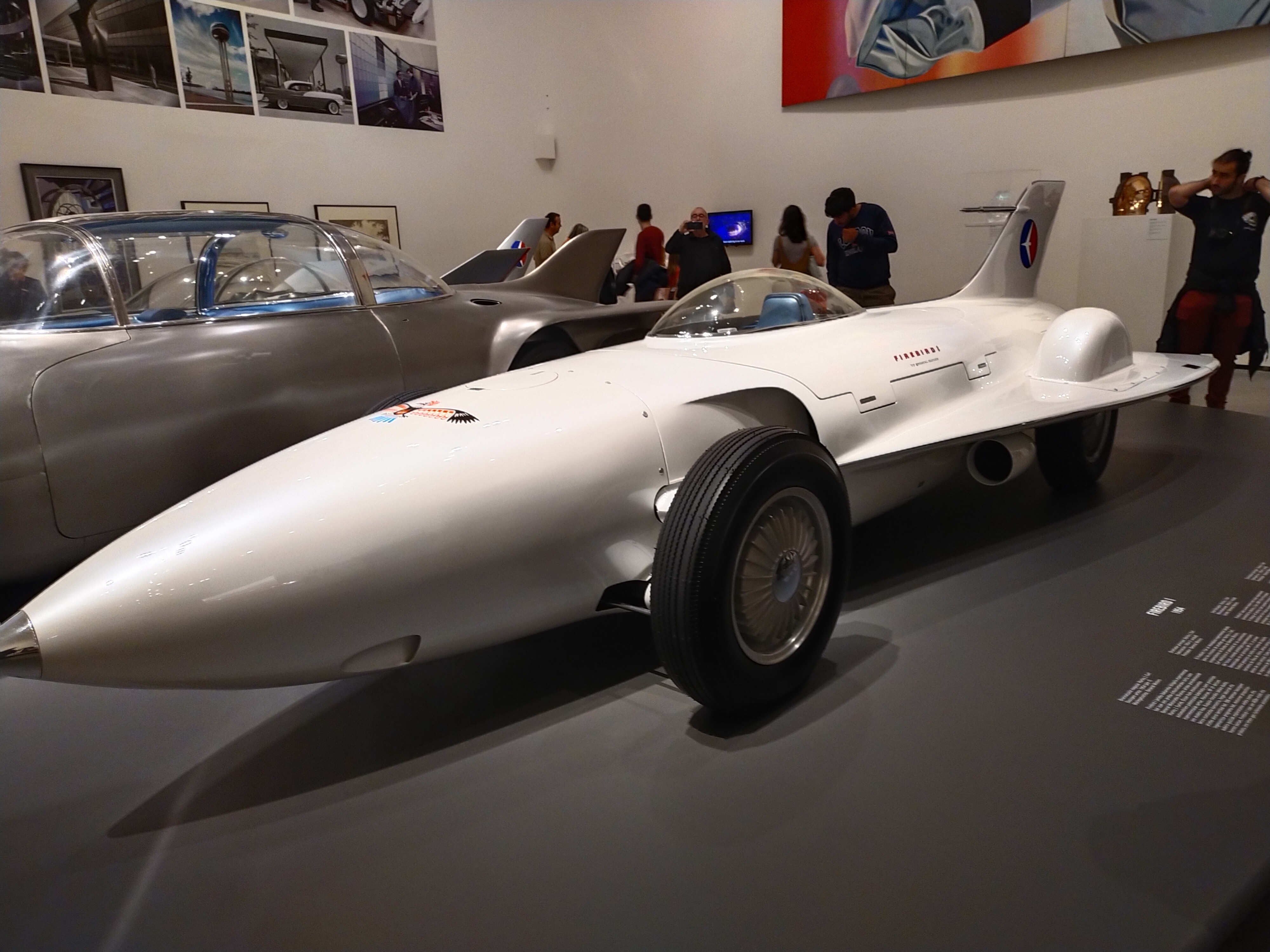
концепт-кар 1954 года Firebird I
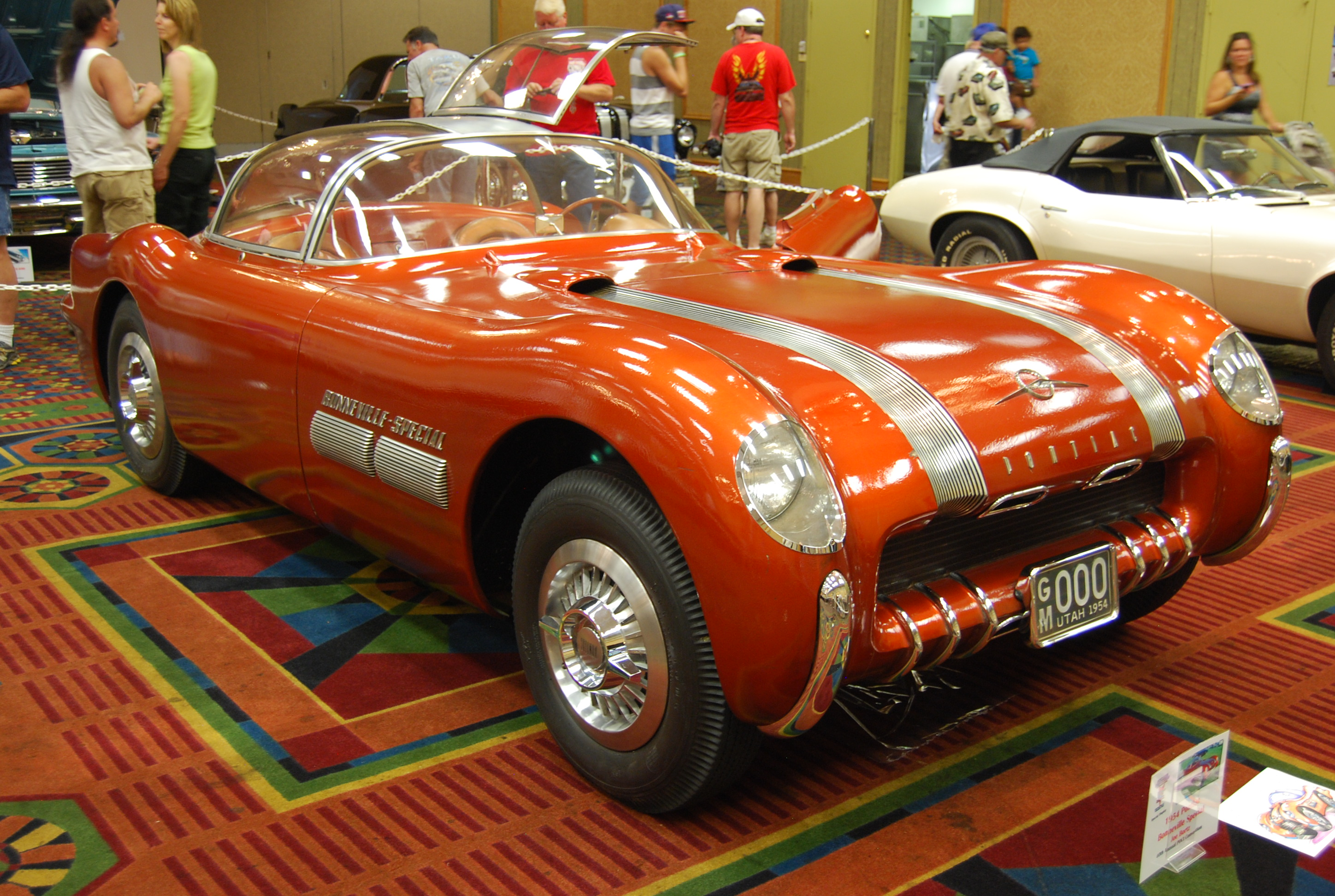
Pontiac Bonneville Special 1954
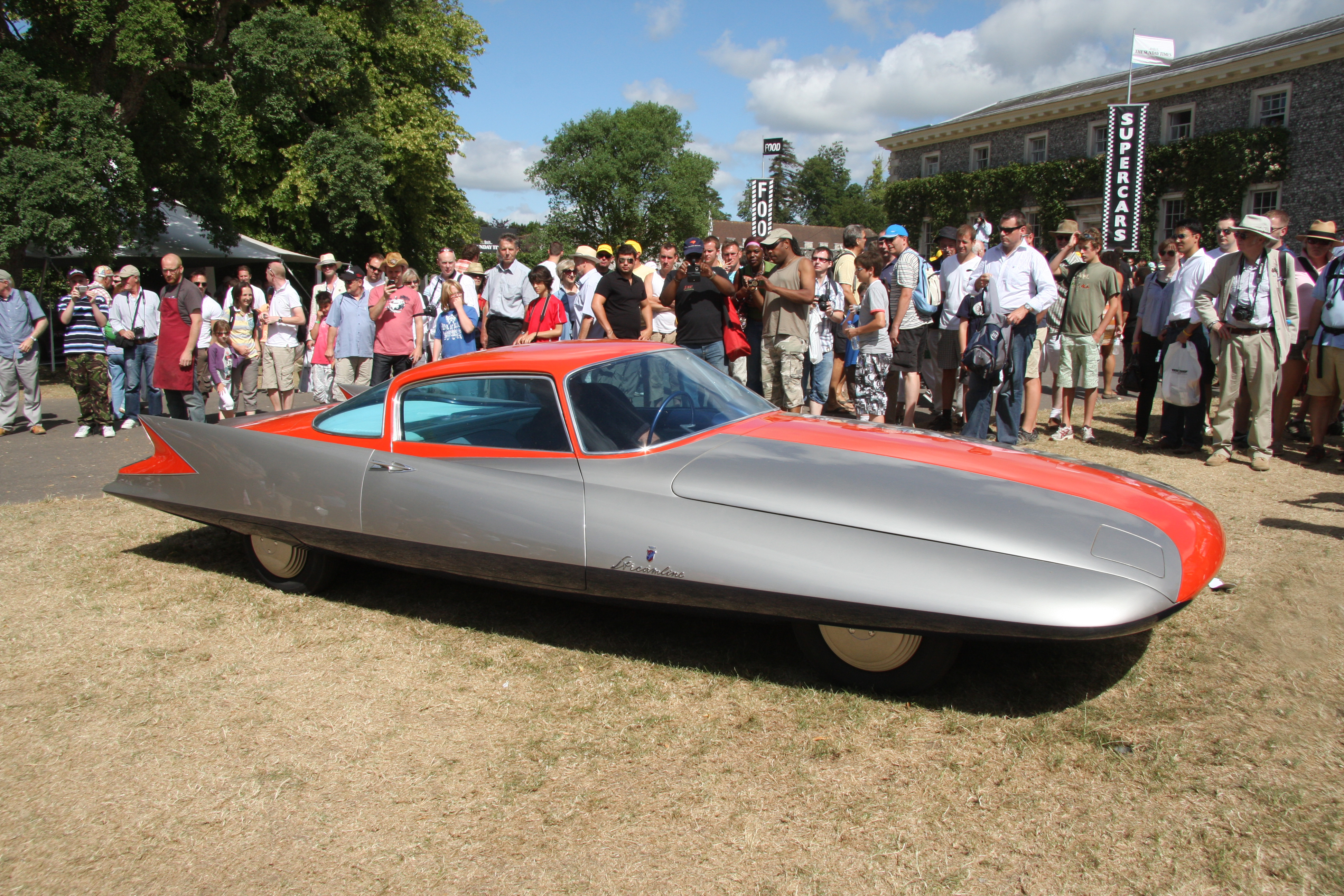
1955
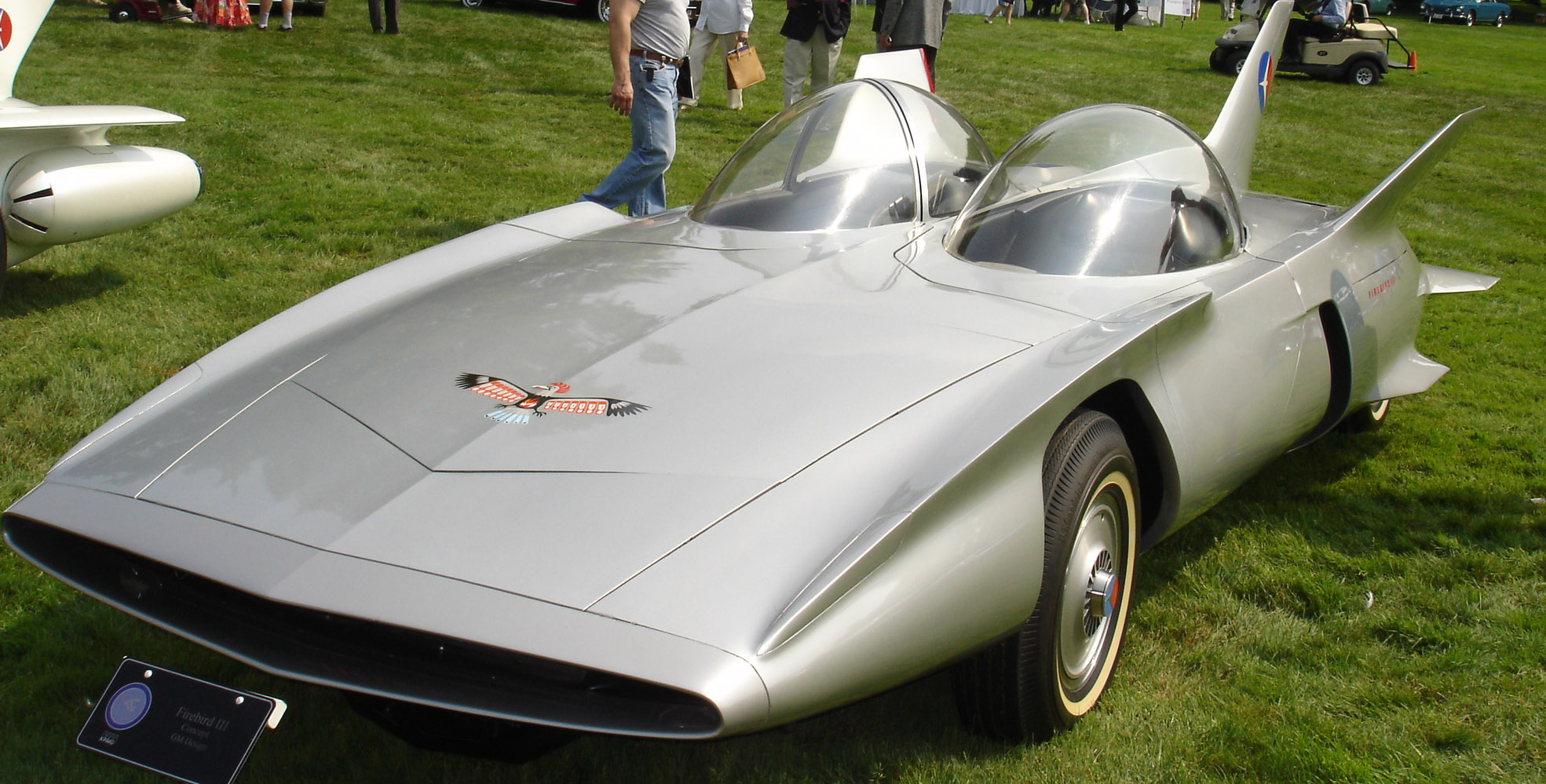
Firebird III 1958 год
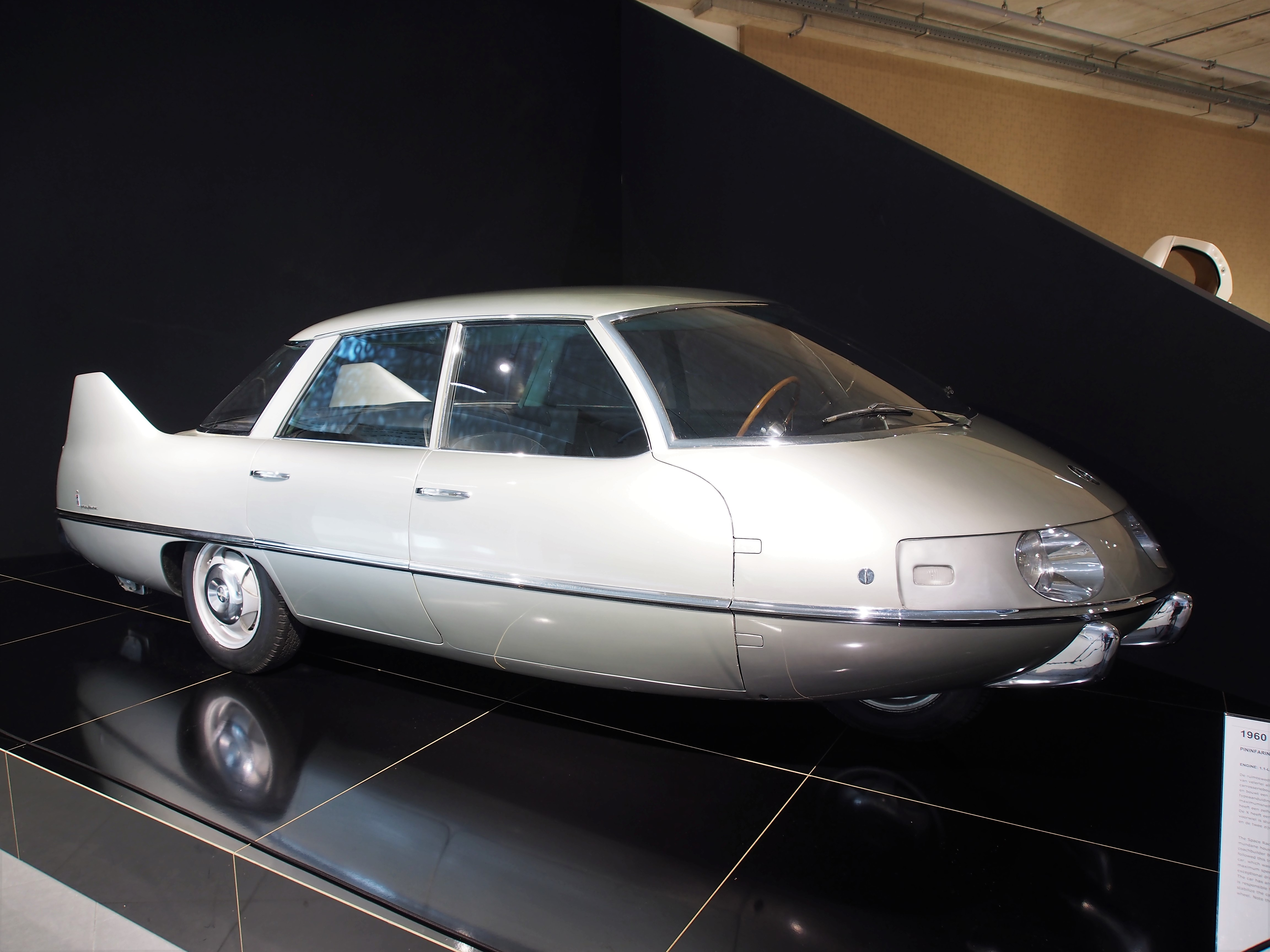
Pininfarina X 1960
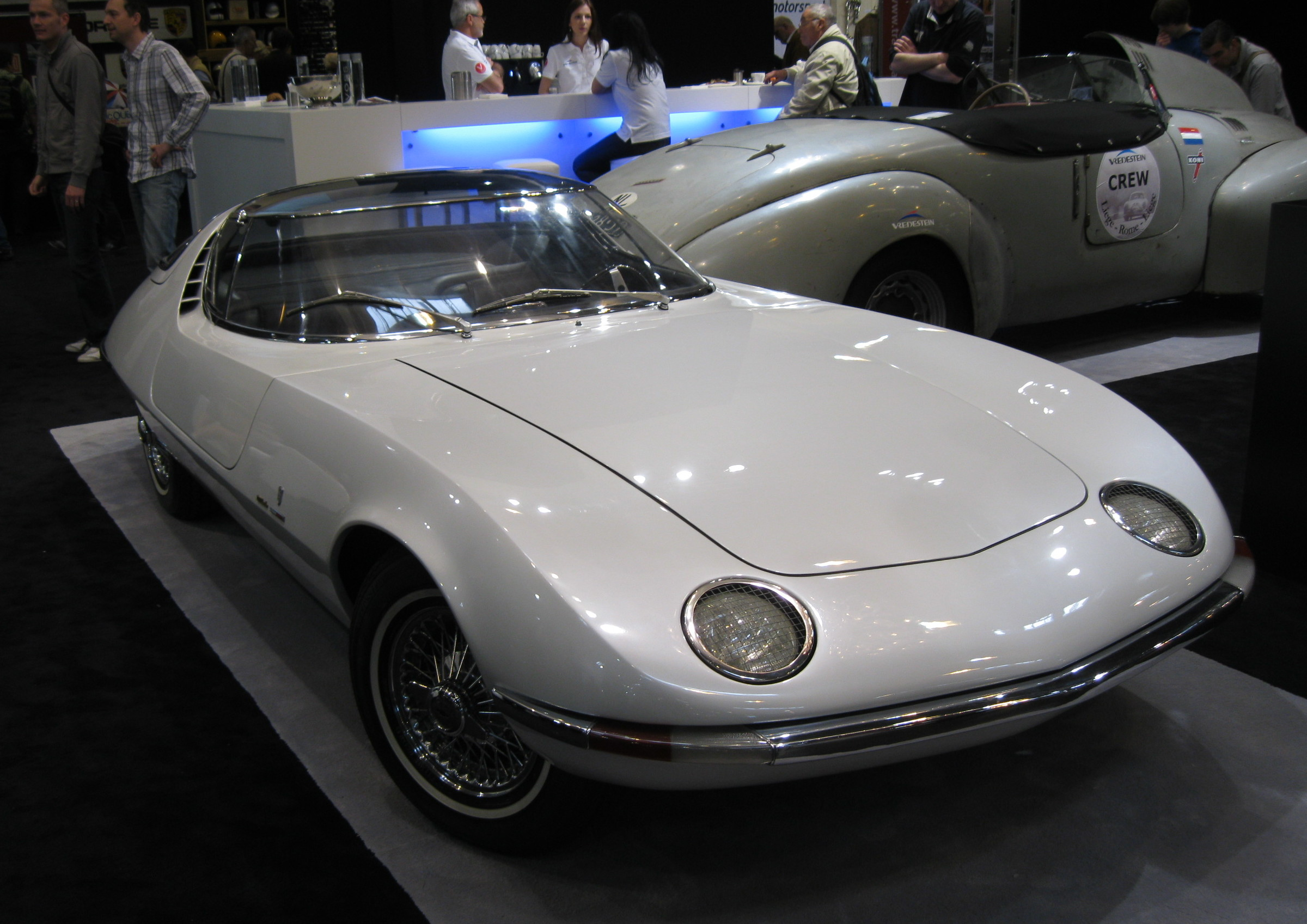
Chevrolet Corvair 1963 год
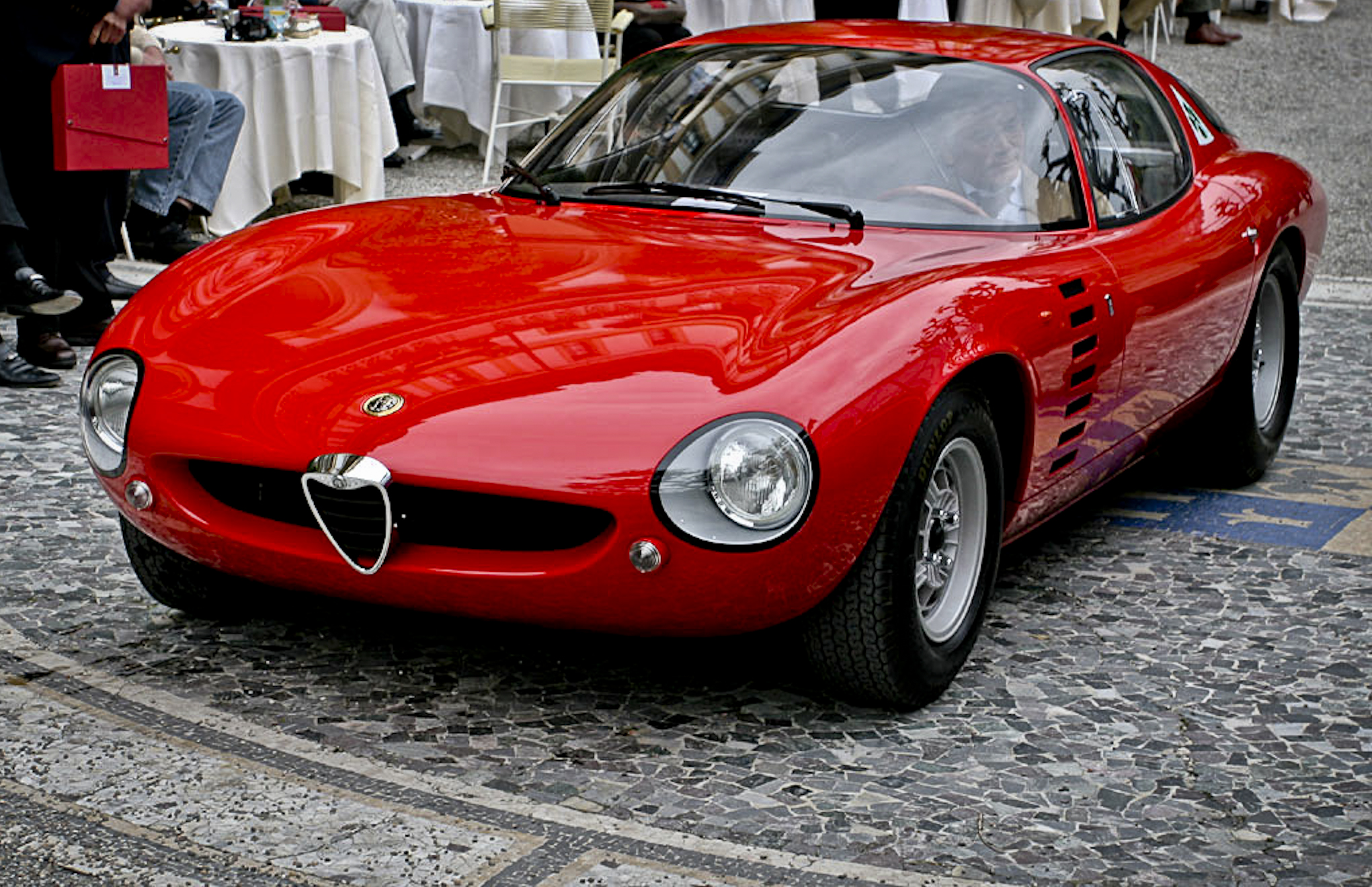
Alfa Romeo Canguro 1964 год
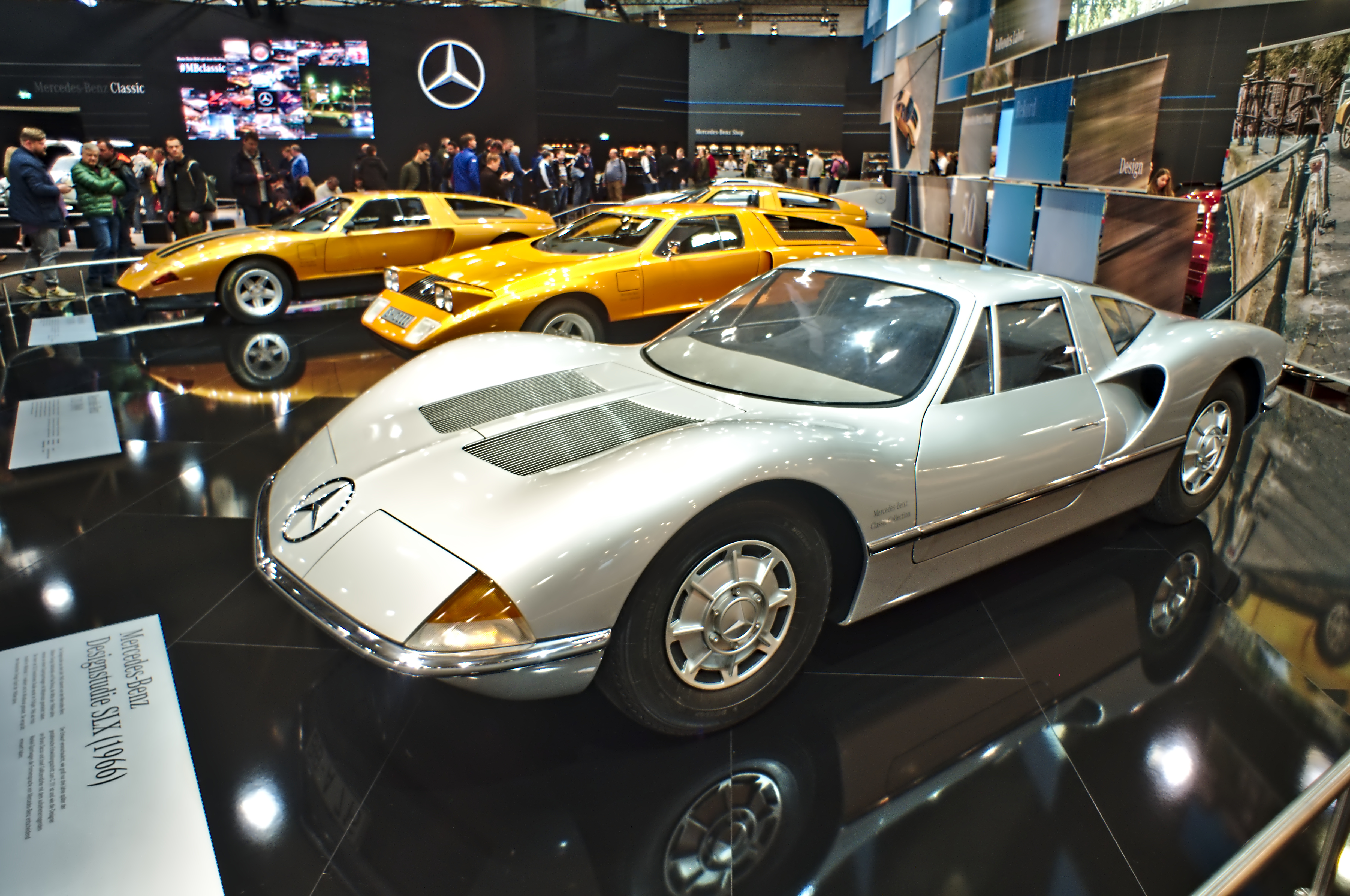
Mercedes Benz SLX Prototyp 1966 год
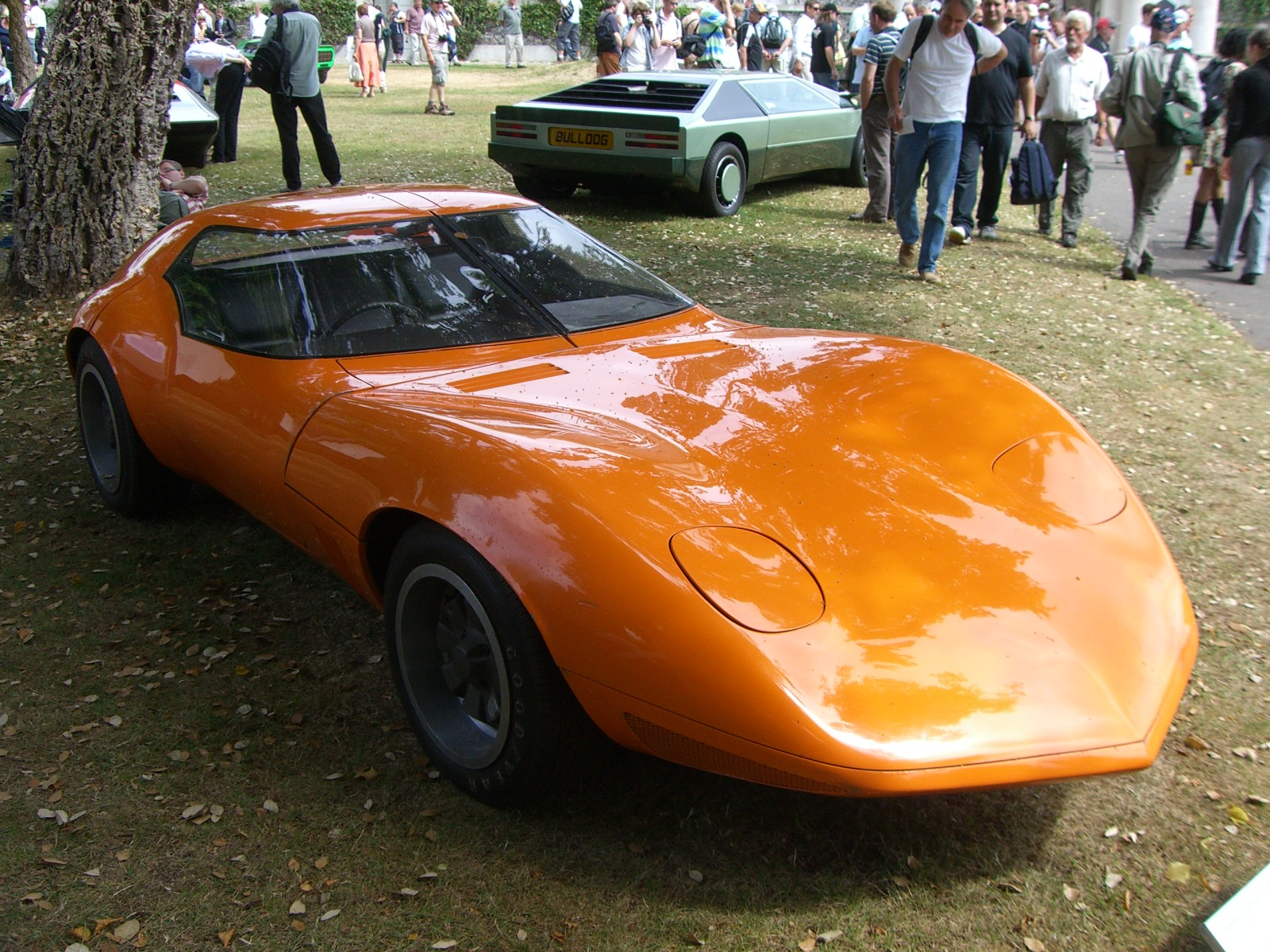
Vauxhall XVR 1966 год
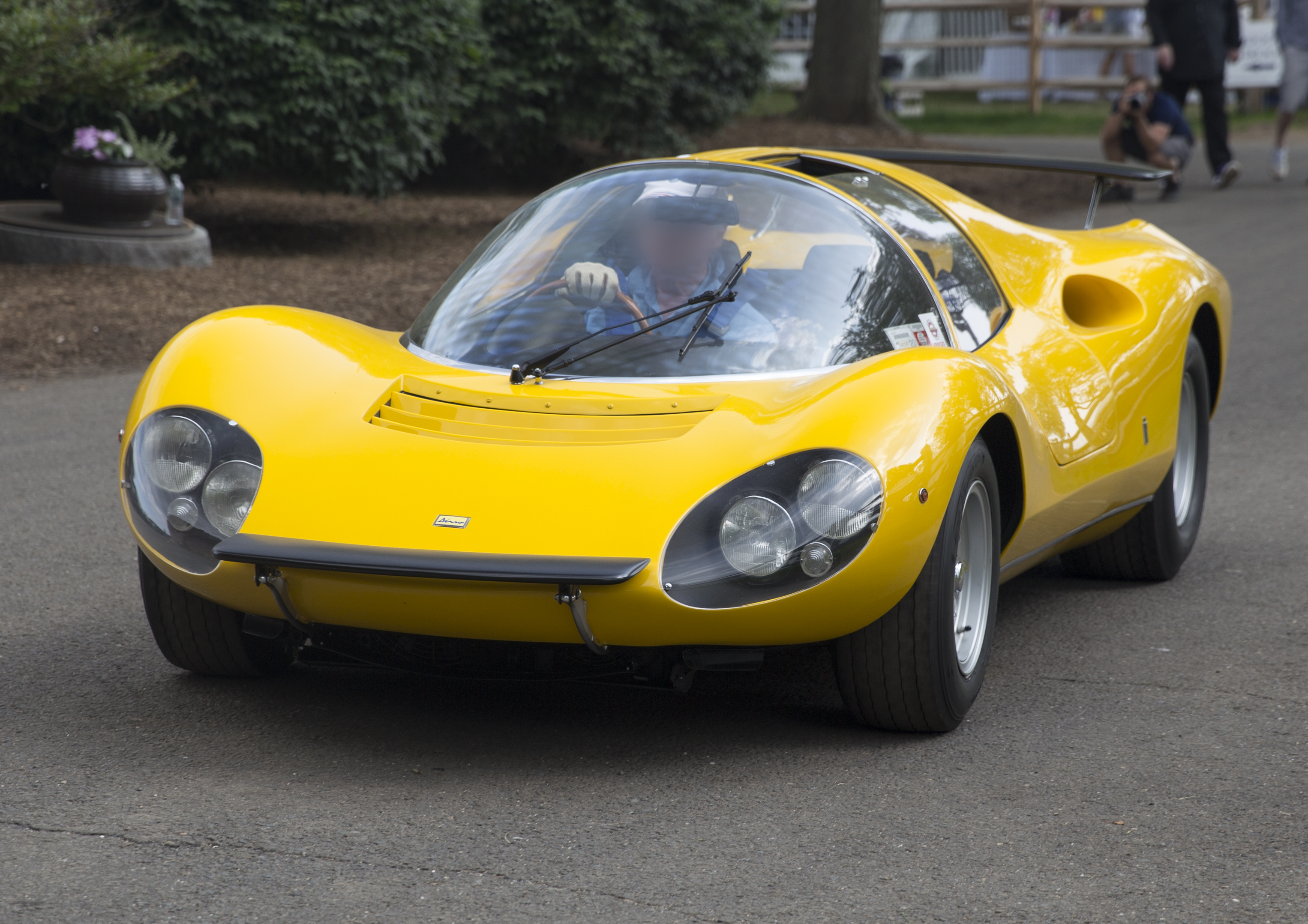
Dino 206 - 1967 год
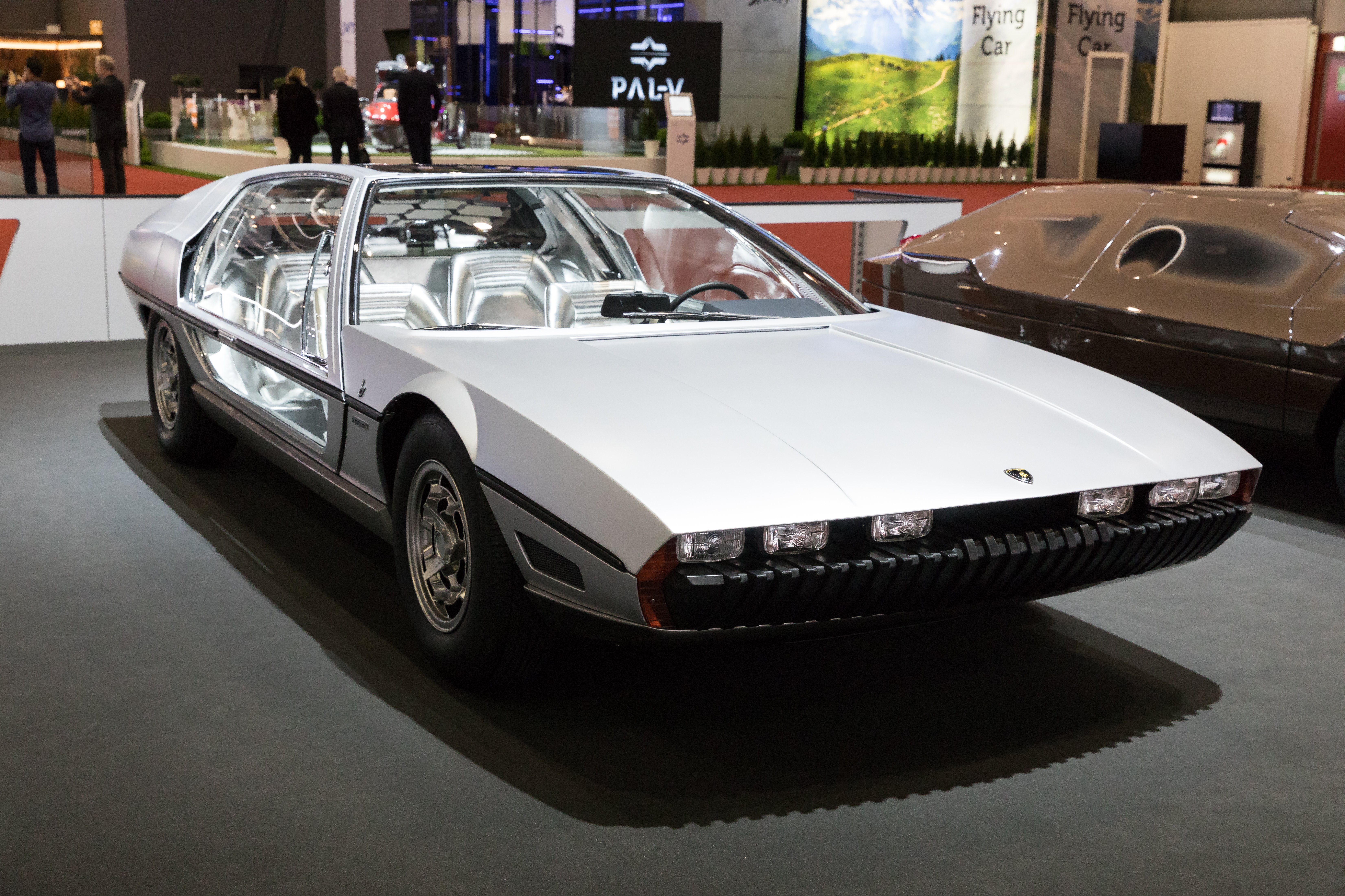
Lamborghini Marzal 1967 год
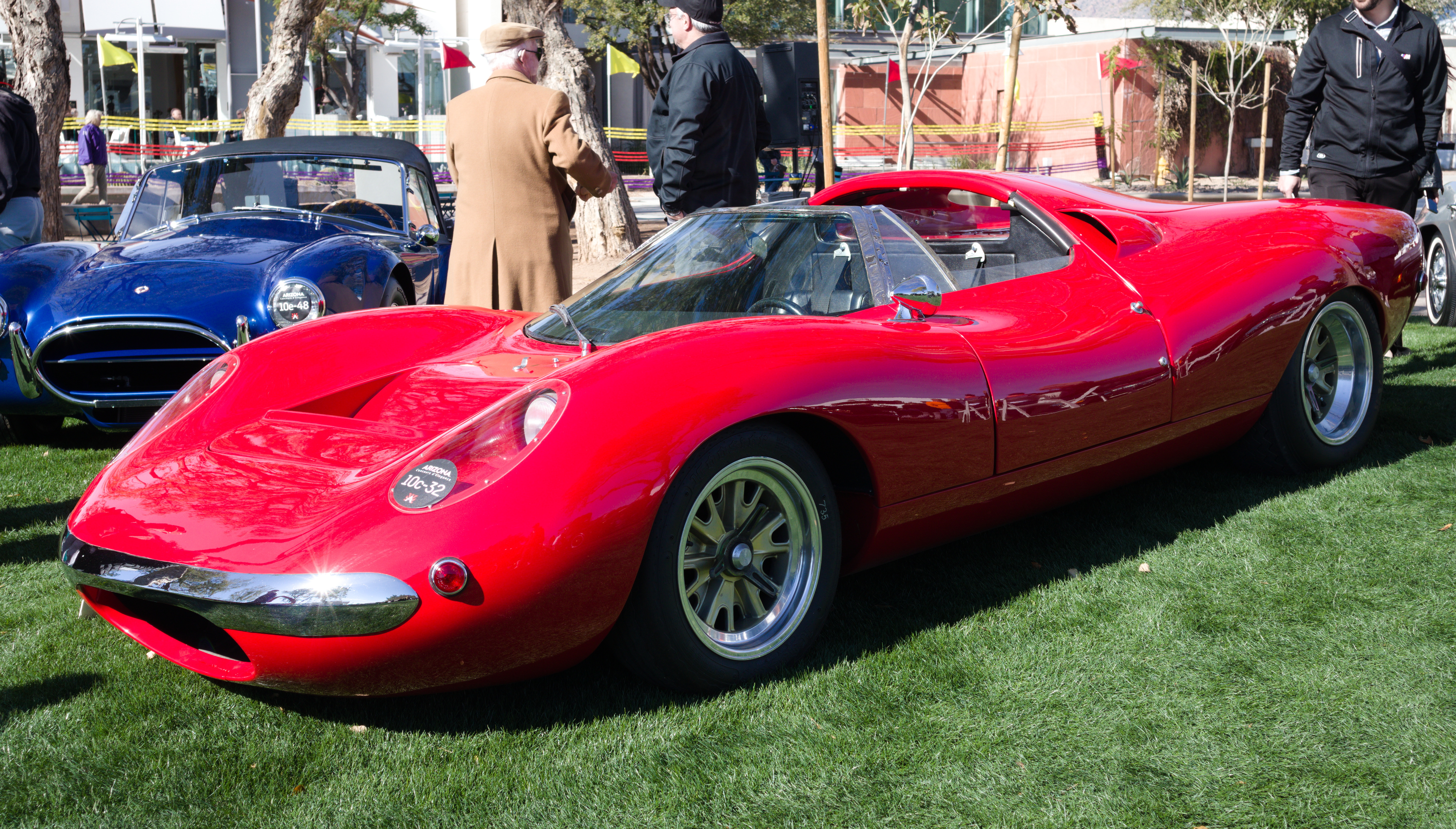
1967 - Shelby Lone Star
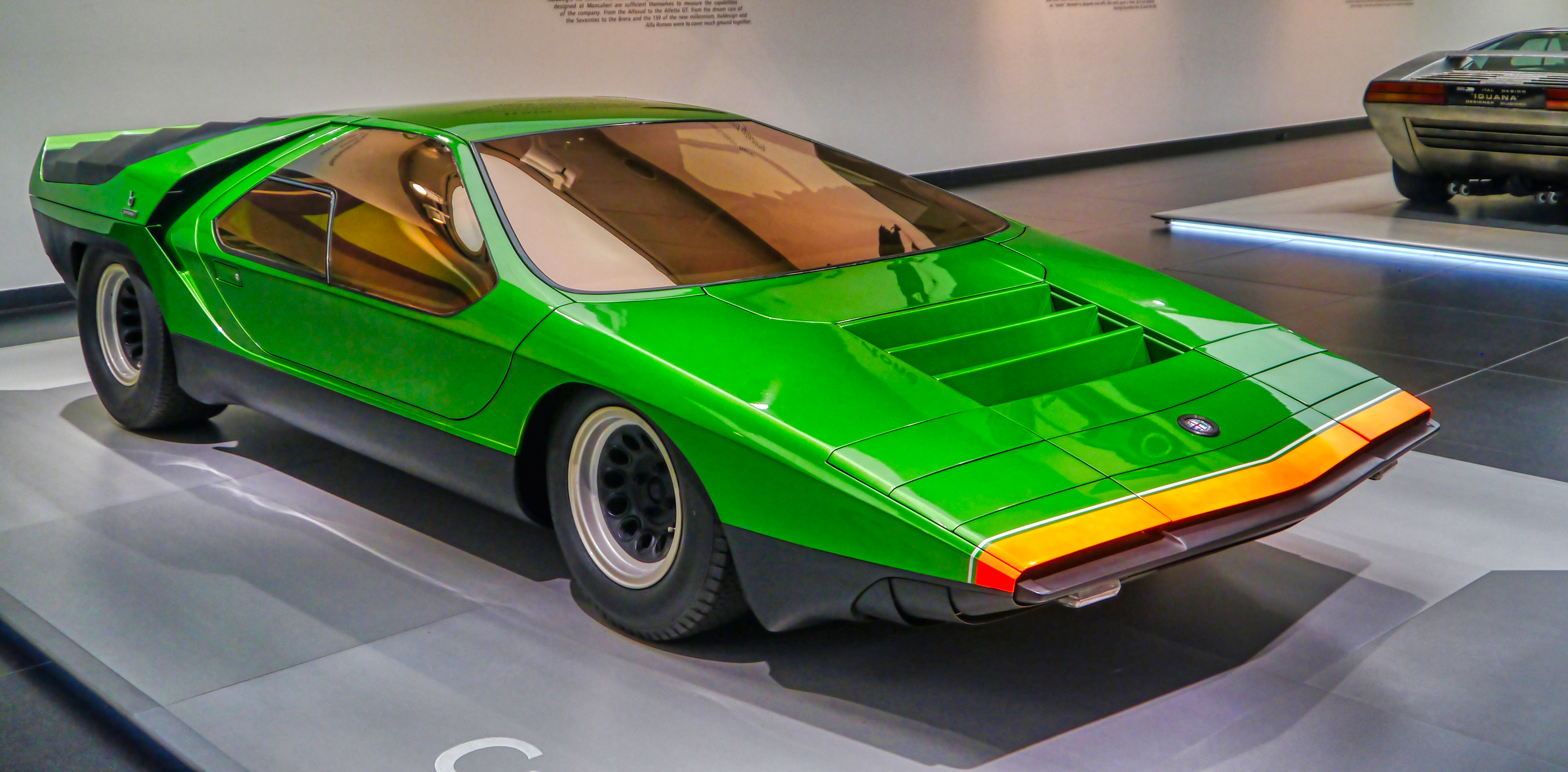
Alfa Romeo Carabo - 1968 год
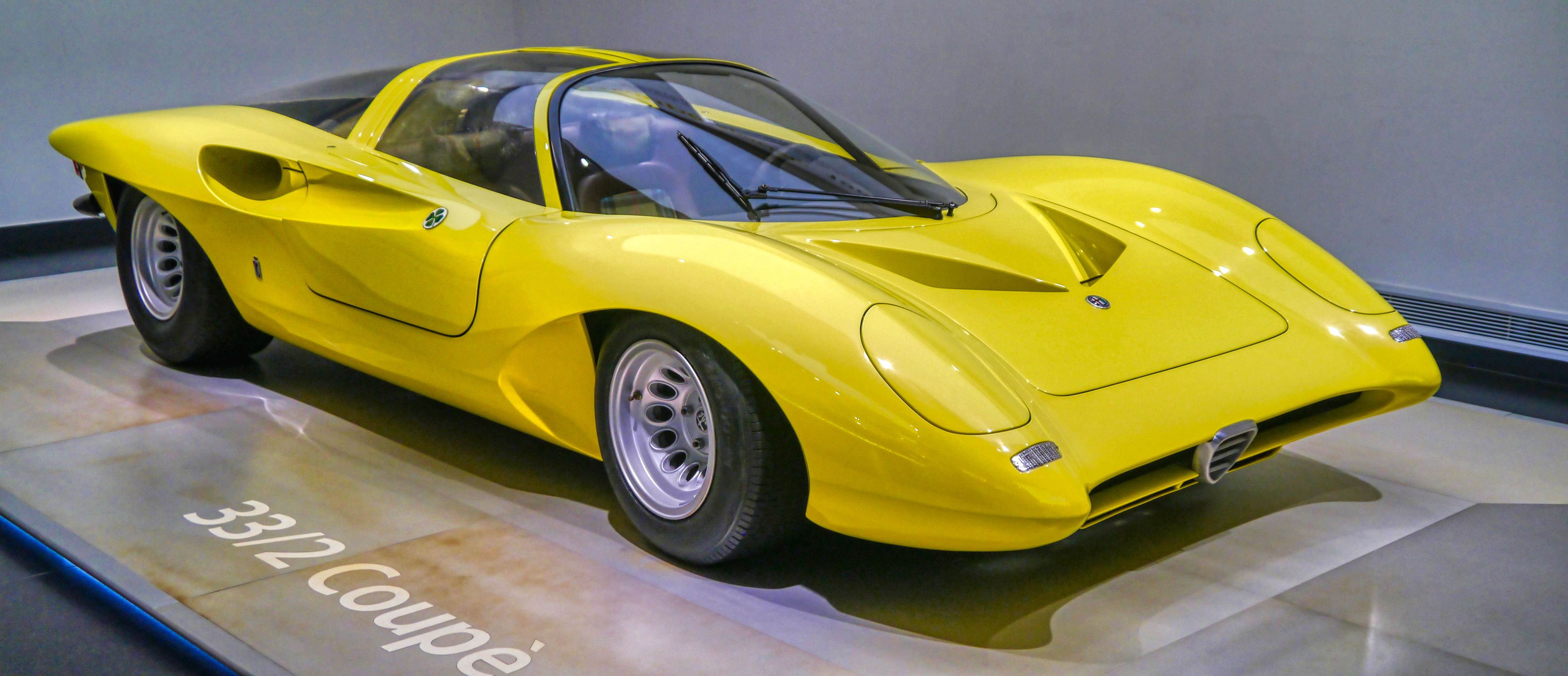
Alfa Romeo 33.2 1969 год
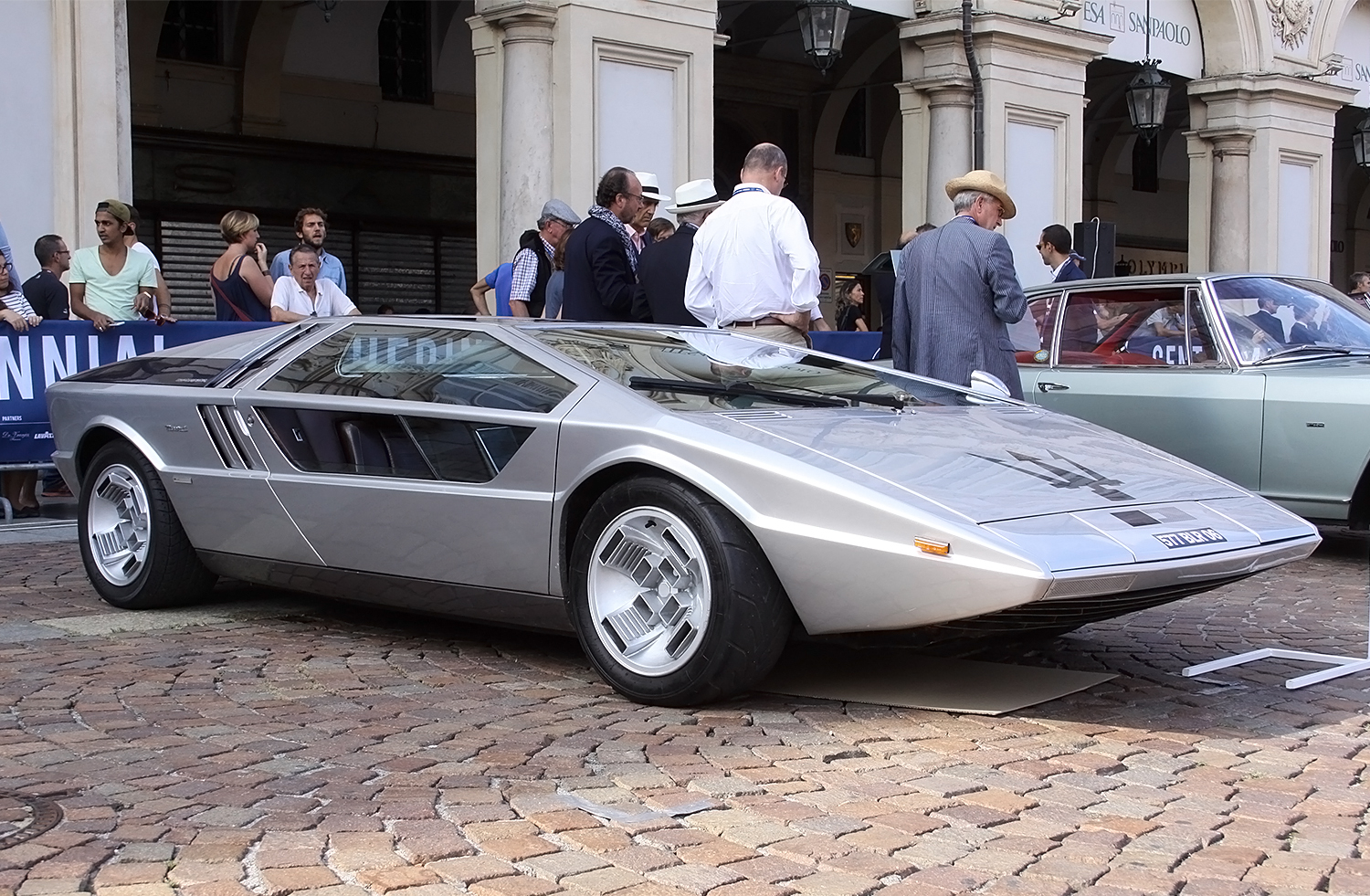
Maserati Boomerang 1971 год
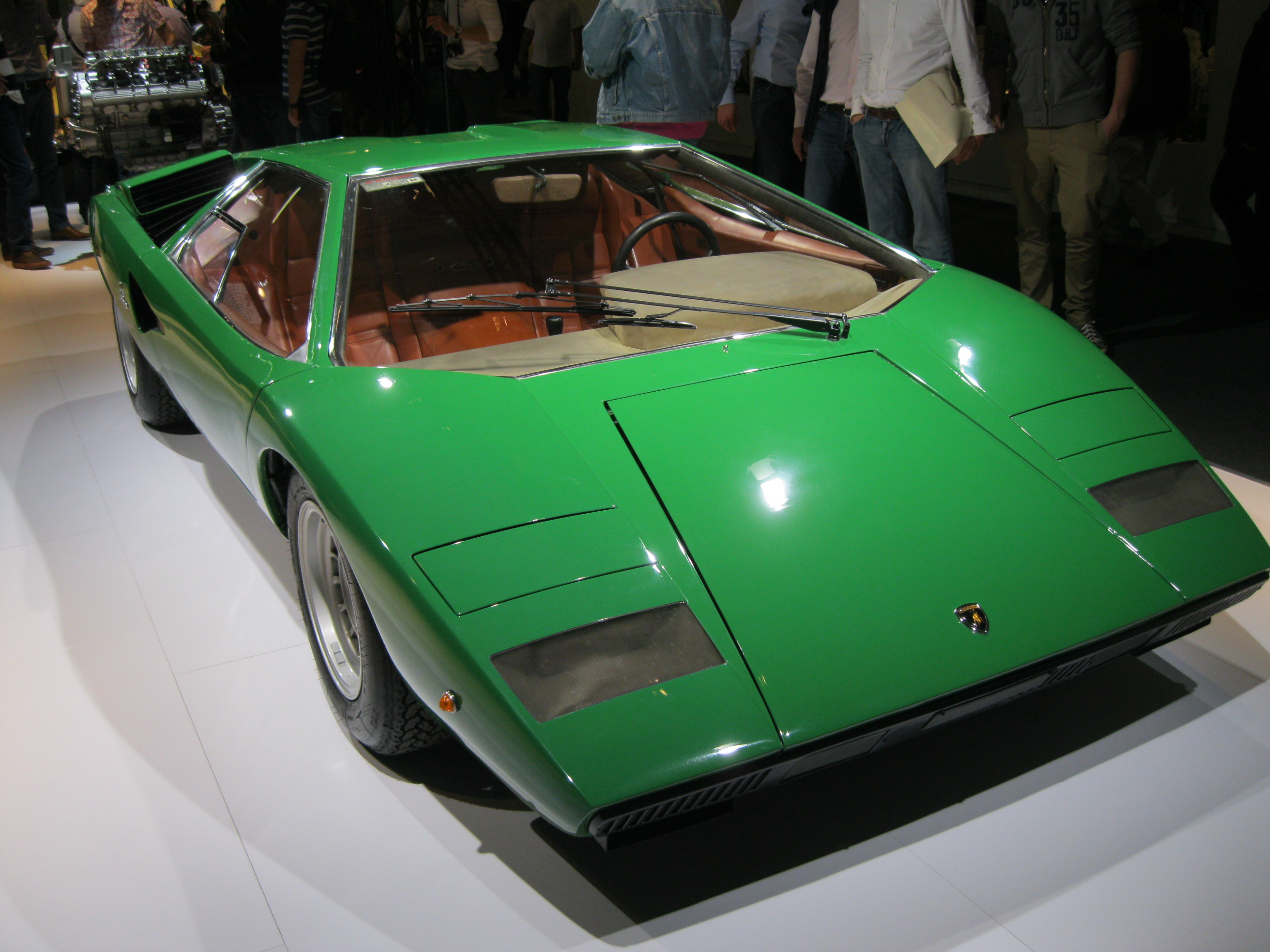
1970-е Lamborghini Countach
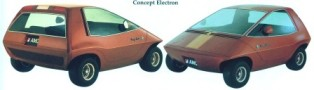
концепт-кары городские электромобили 1977 год
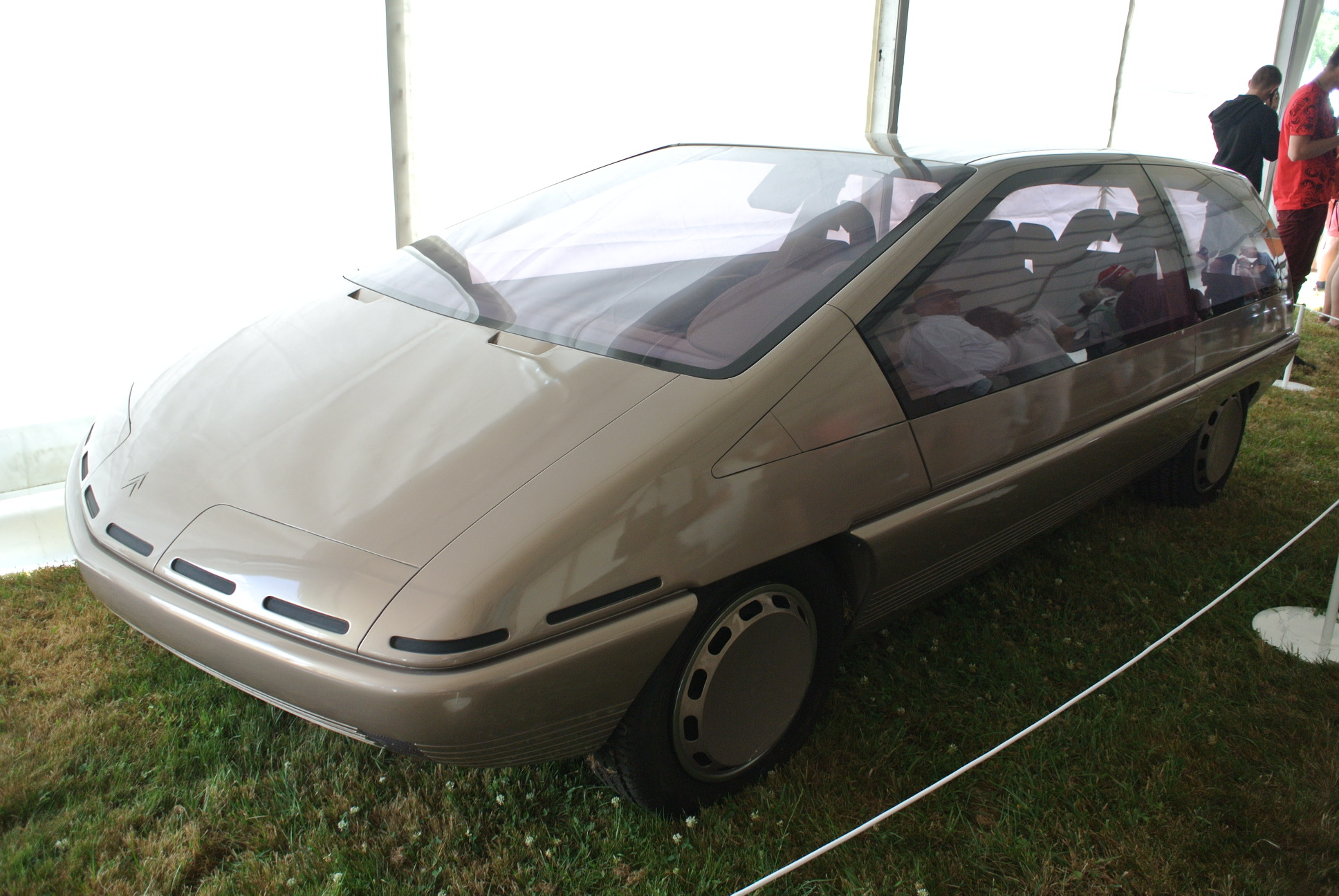
Citroen Xenia 1981 год
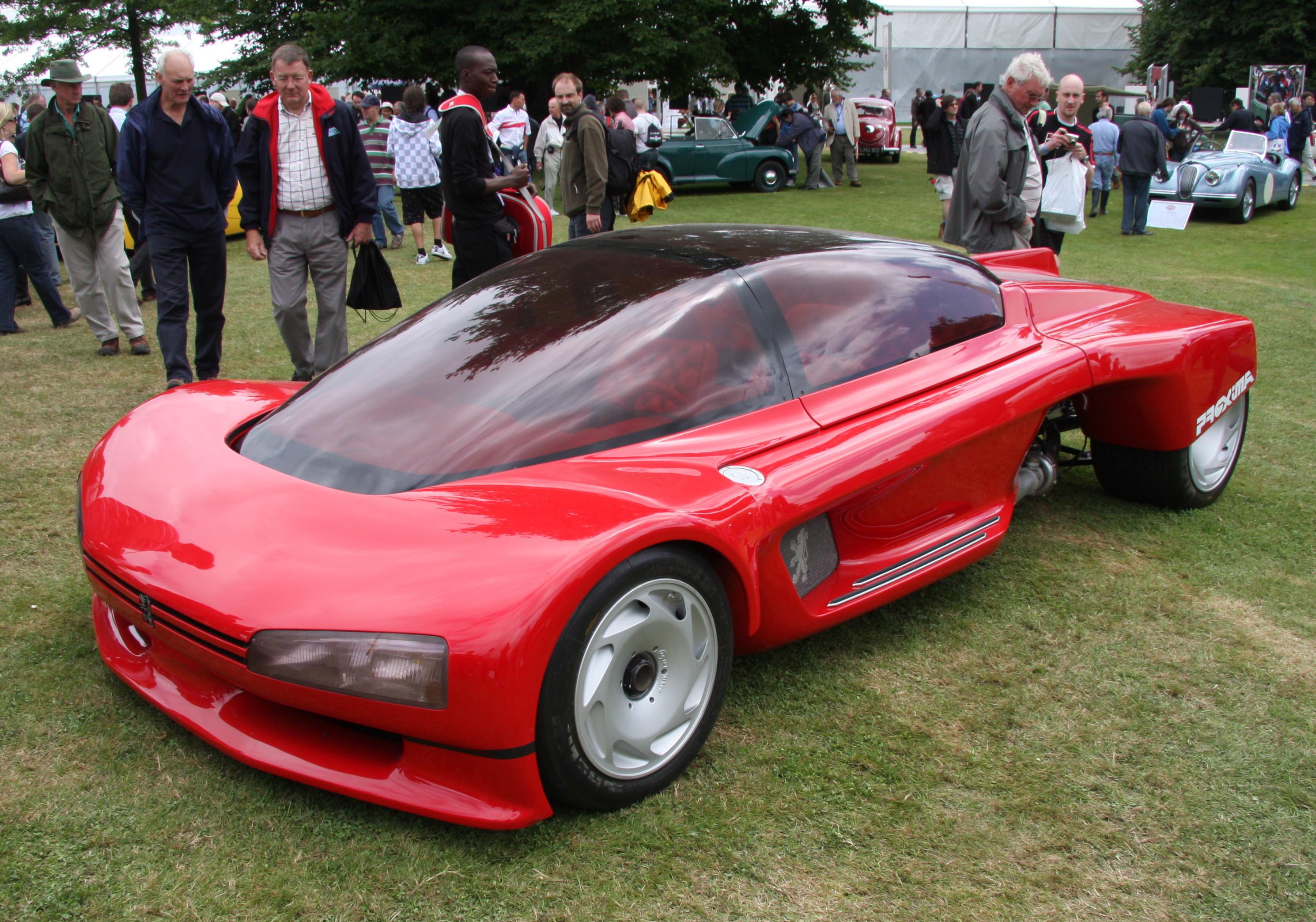
Peugeot Proxima 1986 год
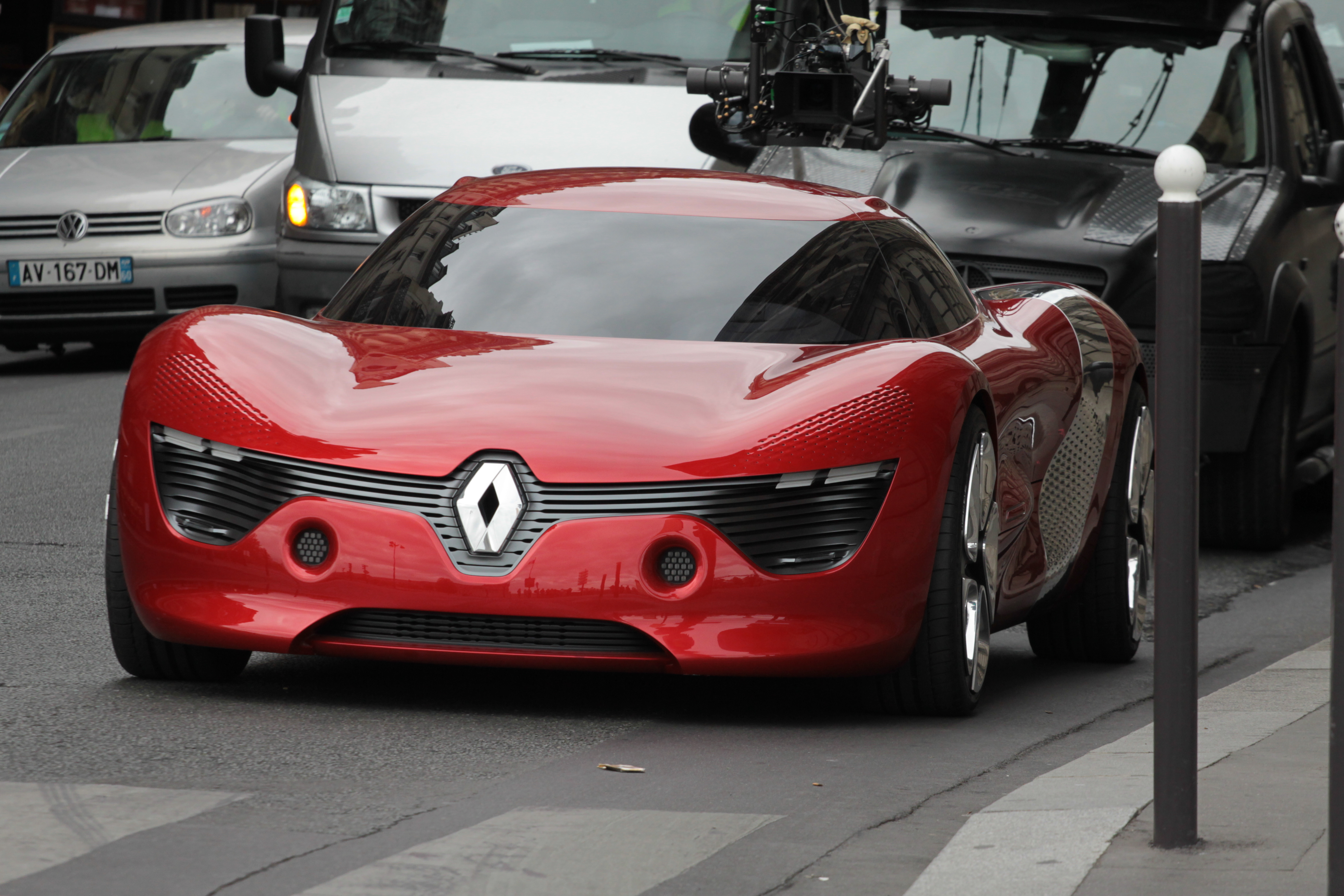
Renault DeZir
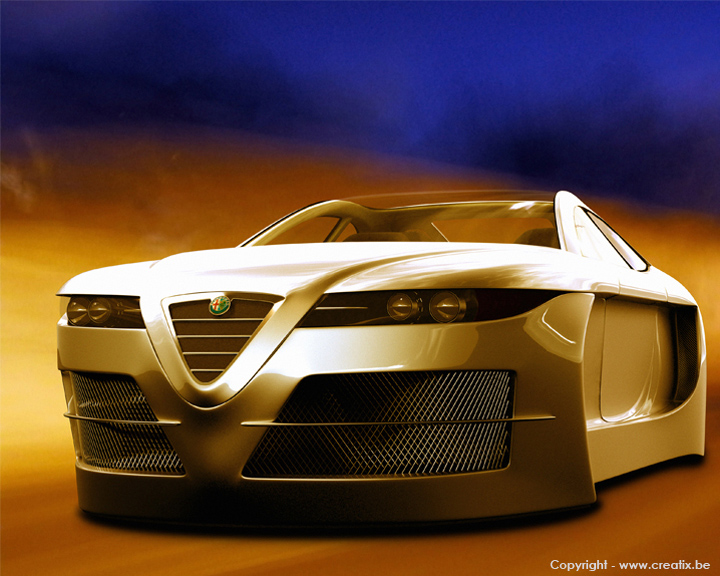
Alfa Romeo Spix 2006
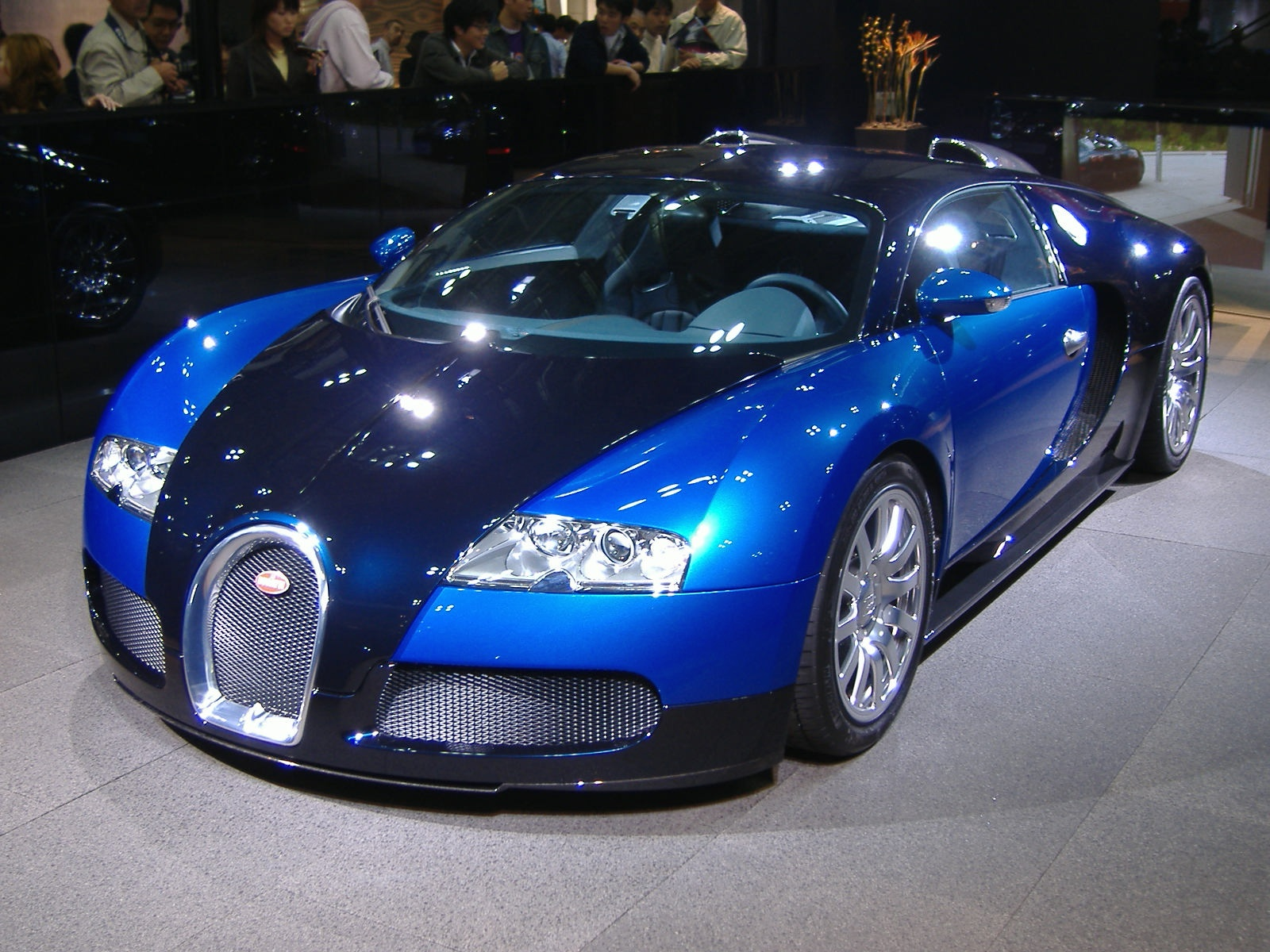
Bugatti Veyron, представлен на Токийском автосалоне
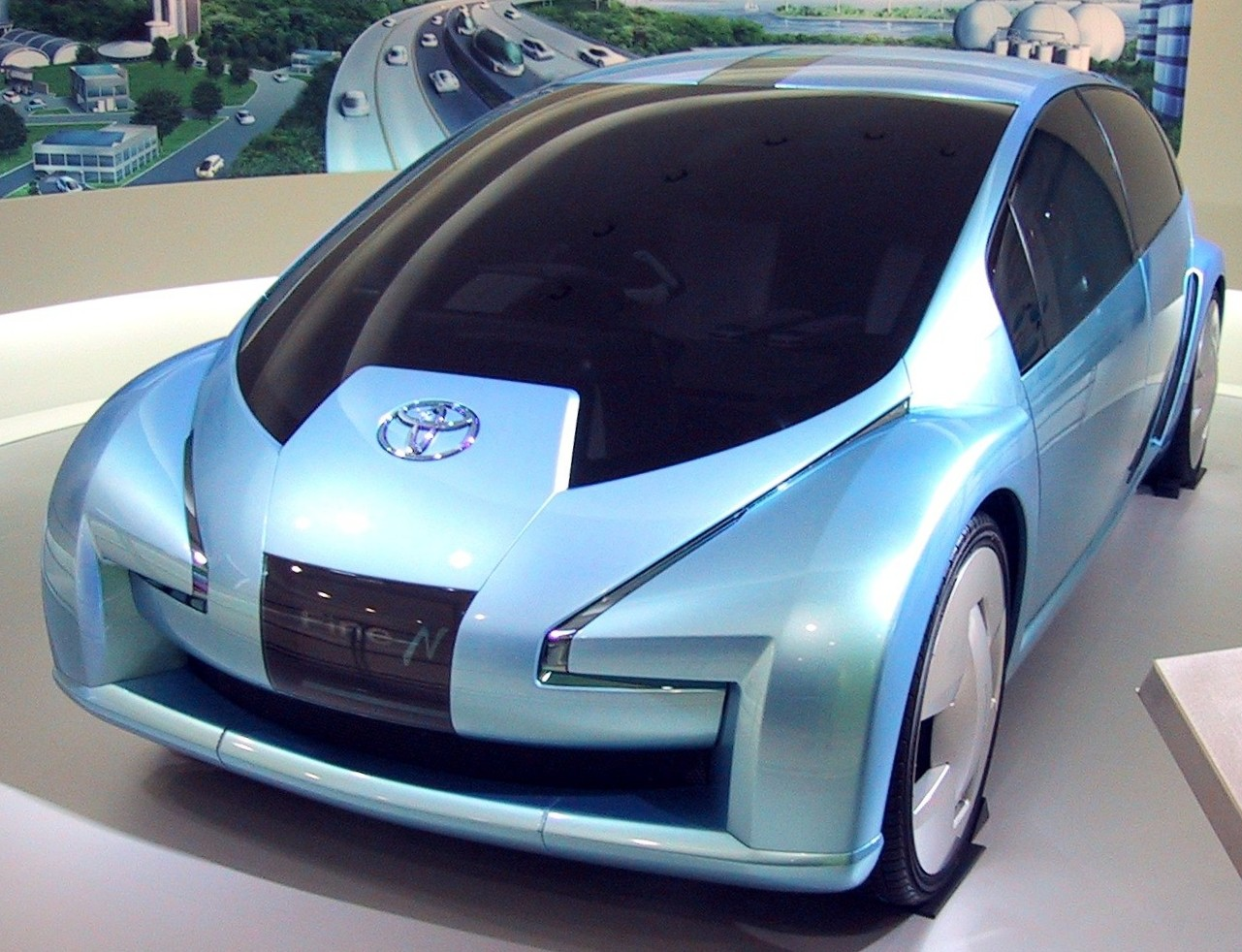
Toyota Fine N
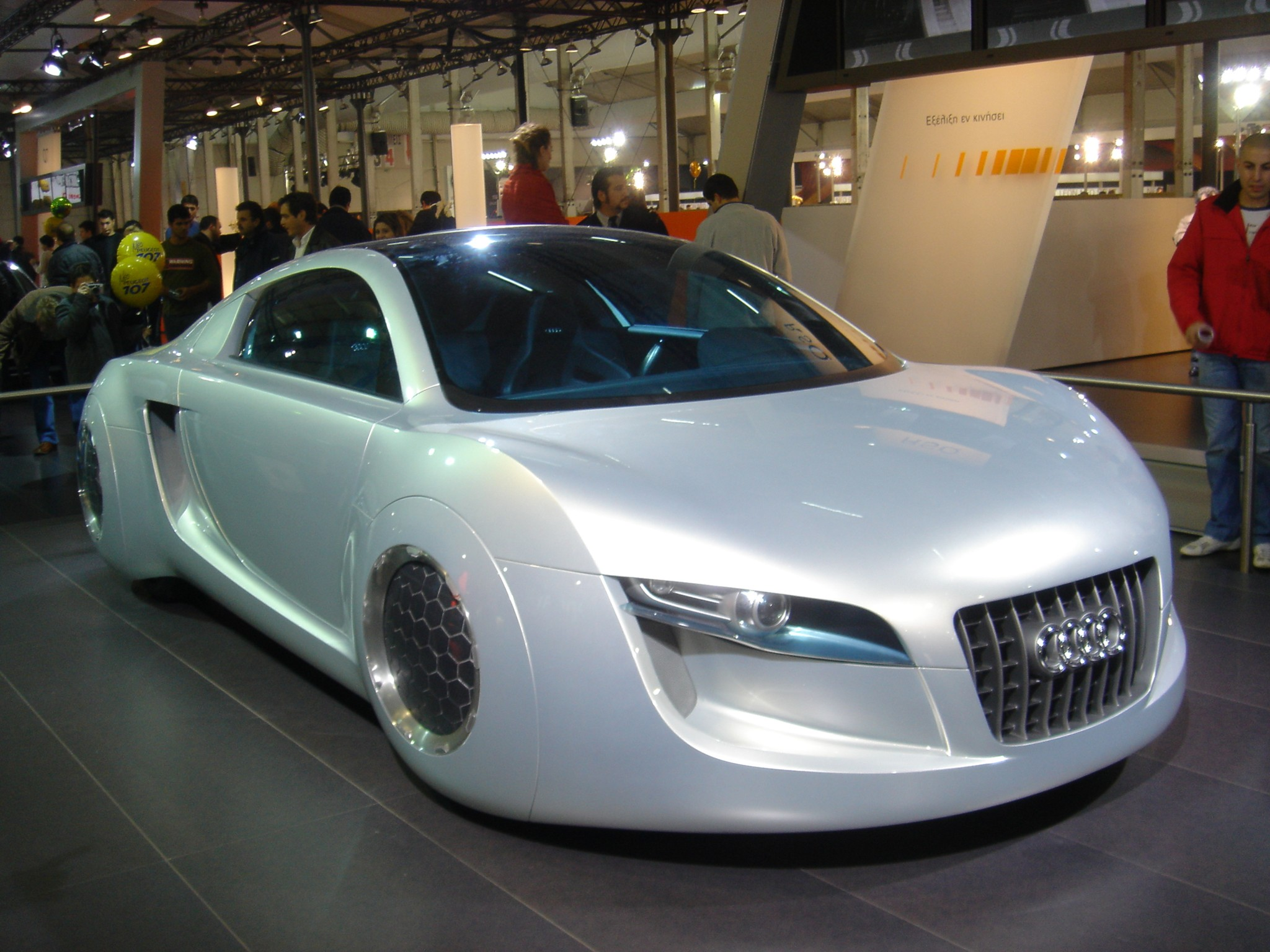
Audi RSQ
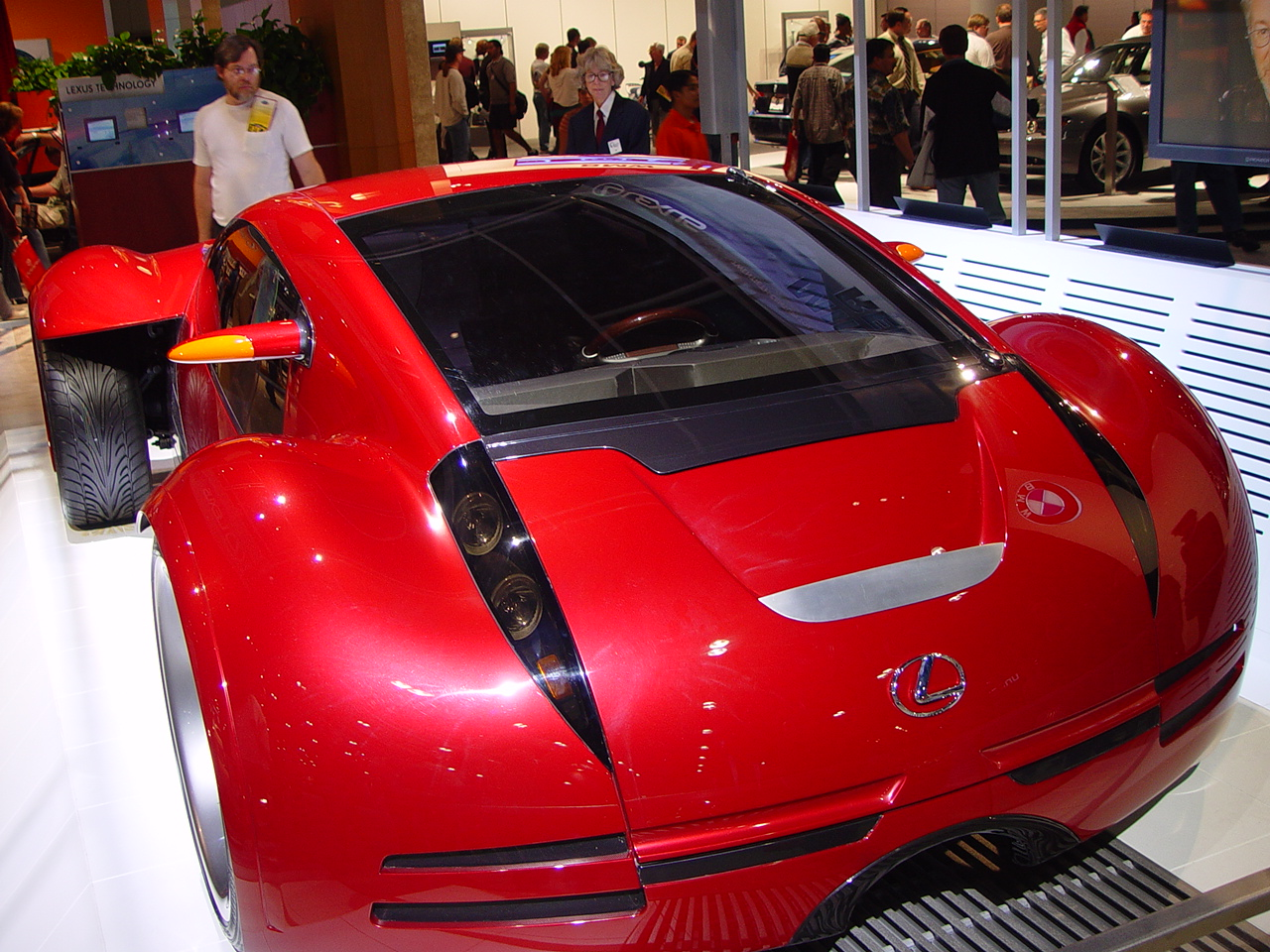
Lexus 2054 2002 год
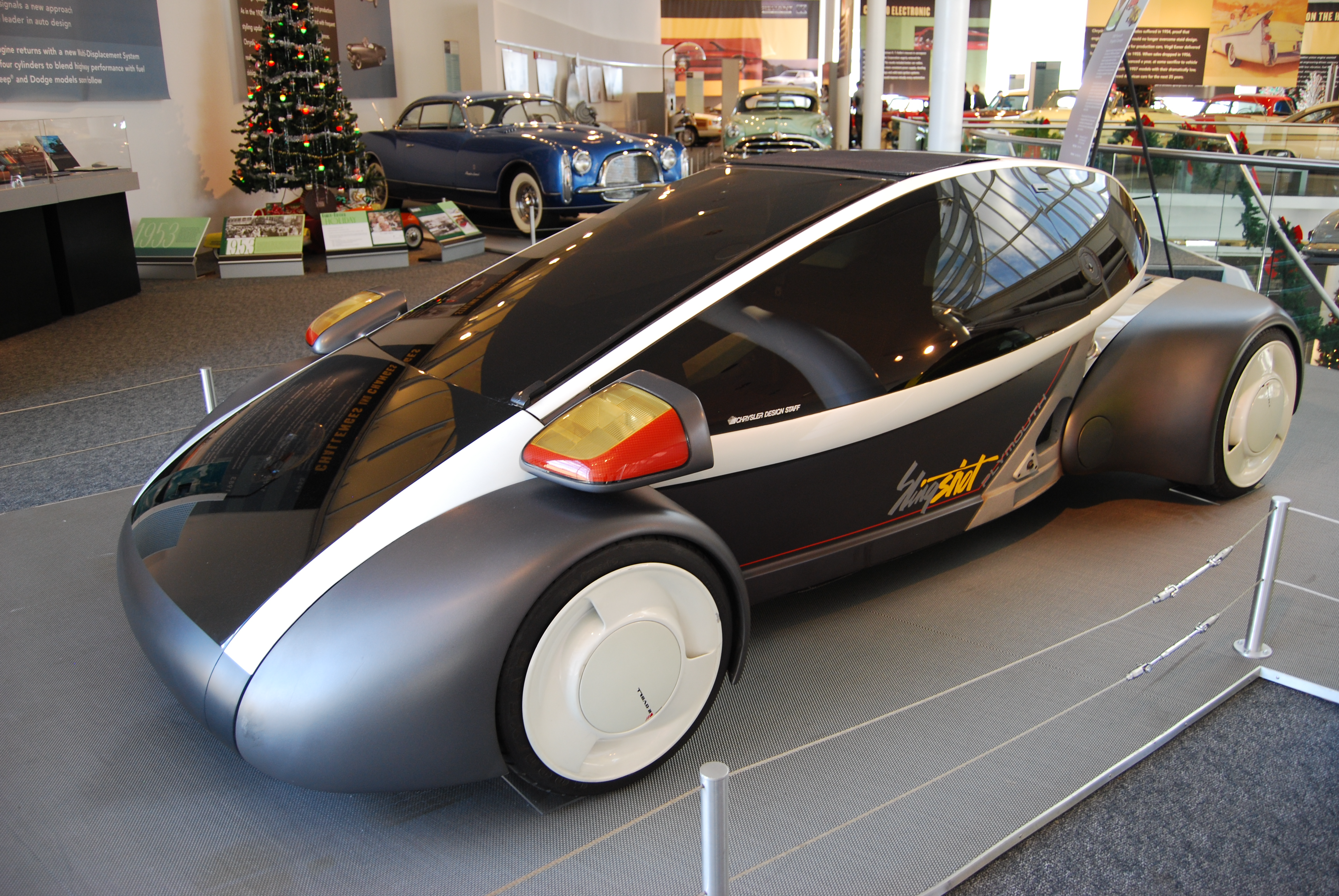
Plymouth Slingshot 1988 год